# سريلانكا
سِرِيلَنْكَا (بالسنهالية: ශ්‍රී ලංකා؛ بالتملية: இலங்கை؛ بالهندستانية: سری لنکا) أو سِرِلَنْكَة جزيرة في المحيط الهندي جنوب الهند على 31 كيلومترا من رأسها الجنوبي، وقد عرفها المسلمون باسم سَرَنْدِيبَ ثم سَيْلَان، ولم تعرف باسمها الحالي إلا حديثا أي بعد 1972، وهي دولة تسمى رسميا بجُمْهُورِيَّةِ سِرِيلَنْكَا الِاشْتِرَاكِيَّةِ الدِّيمُقْرَاطِيَّةِ، ولها عاصمتان سِرِي جَيْوَرْدَنَبُورَة كُوتَة وكلنبة، الأولى مقر السلطة التشريعية والثانية محل السلطتين القضائية والتنفيذية وهي كبرى مدن الجزيرة. 
سريلنكا دولة ذات إرث حضاري عريق، يمتد عبر ثلاثة آلاف سنة. لعبت بفضل موقعها الاستراتيجي في ملتقى الطرق البحرية الرئيسية، الرابطة بين غرب آسيا وجنوب شرق آسيا، دورا مهما إبان فترة طريق الحرير وصولاً للحرب العالمية الثانية، حيث كانت قاعدة هامة لقوات الحلفاء في الحرب ضد اليابان. حكمت سريلنكا، على امتداد ألفي سنة من طرف ممالك محلية، ثم احتلت أجزاء منها من طرف البرتغال وهولندا في بداية القرن السادس عشر، قبل أن تسيطر الإمبراطورية البريطانية على البلد بكامله في 1815. نشأت حركة سياسية قومية، في أوائل القرن الماضي وناضلت من أجل الحصول على الاستقلال السياسي، الذي تأتّى في سنة 1948 بعد مفاوضات سلمية مع المحتل البريطاني. تميز تاريخها المعاصر بالحرب الأهلية العنيفة التي امتدت قرابة ربع قرن من 1983 إلى 2009، بين متمردي نمور التاميل الانفصاليين والجيش السريلنكي، والتي انتهت لفائدة الدولة المركزية.
تعتبر سريلنكا من المعاقل الأولى للبوذية، وبها كتبت أولى النصوص المعروفة لهذه الديانة. حالياً، هي بلد متعدد الأديان والأعراق واللغات. 70 بالمائة من السكان يدينون بالبوذية والباقي موزع بين الهندوسيين (12%) والمسلمين (10%) والكاثوليكيين (6%) والبروتستانتيين (1%). على المستوى العرقي، يشكل السنهاليون غالبية السكان (75% في 2012) إضافة إلى التاميل (11%)، الذين يتركزون في شمال وشرق الجزيرة. تتوزع الطوائف الأخرى بين العرب التاميل والهنود والماليزيين والبورغر (أحفاد المستوطنين الأوروبيين). لسريلنكا لغتان رسميتان، السنهالية، التي يتحدث بها ثلاثة أرباع السكان والتاملية(26%).
نظام الدولة جمهوري رئاسي وممركز، وعاصمتها هي سري جاياواردنابورا كوتي التي تقع في الضاحية الشرقية لمدينة كولومبو. تشتهر الجزيرة بإنتاج وتصدير الشاي والبن والمطاط وجوز الهند، وتعرف سريلنكا انتقالا تدريجيا إلى الاقتصاد الصناعي الحديث، ويتمتع سكانها بأعلى دخل للفرد في جنوب آسيا. تشتهر سريلنكا بجمال طبيعتها المتمثل في الغابات الاستوائية والشواطئ والمناظر الطبيعية وبتنوعها الحيوي، فضلاً عن التراث الثقافي الثري، الذي جعلها مقصداً سياحياً عالمياً شهيراً. تشتهر سريلنكا بتسمية دمعة الهند، نظراً لموقعها الجغرافي، إضافة إلى تسمية أرض الشعب المبتسم.

## أصل التسمية
على مر التاريخ، تمت تسمية سريلنكا بأسماء متعددة، سواء من طرف الرحالة أو المؤرخين، أو من طرف الأمم التي استعمرتها. سماها الجغرافيون اليونانيون القدامى باسم تابروباني (Taprobane)، وهو الاسم الذي أطلقه أونيسيكريتوس (Onesicritus)، على الجزيرة الواقعة جنوب شبه الجزيرة الهندية، وهو الذي كان ضمن أعضاء بعثة الإسكندر المقدوني العسكرية في آسيا.
أما العرب فاحتكوا بها عبر التجارة وكانوا على صلة بالمنطقة حتى قبل ظهور الإسلام، وكانوا يسمونها سرنديب، المستنبط من الكلمة السانسكريتية Simhaladvipa، التي تعني جزيرة السكنى بين الأسود، وهو المصطلح الذي تم تبنيه في اللغة الإنجليزية لتوصيف مفهوم السرنديبية. سماها البرتغاليون في 1505 باسم سيلاو (Ceilão)، وهو الاسم الذي حوله البريطانيون إلى سيلان Ceylon. خلال وضعها كمستعمرة ملكية بريطانية، سميت الجزيرة سيلان البريطانية، وبعد استقلالها باسم دومينيون سيلان بين 1948 و1972.
اسم الدولة بالسنهالية هو ශ්‍රී ලංකා، (و تنطق سري لامكا) وتسمية الجزيرة ලංකාව (و تنطق لامكافا). باللغة التاميلية كلاهما تسميان இலங்கை (و تنطق إيلانكاي). الكلمتان مستنبطتان من اللغة السنسكريتية واستعملتا في الملاحم الهندية القديمة لوصف الجزيرة، بطريقة تبجيلية تعني تقريبيا الجزيرة الجميلة والمشعة.

في 1972، تغيرت تسمية الدولة إلى جمهورية سريلنكا المستقلة وذات السيادة، ثم إلى جمهورية سريلنكا الاشتراكية الديمقراطية، سنة 1978.

## الرموز الوطنية

### النشيد الوطني
النشيد الوطني المعتمد هو سريلنكا ماثا، وتعني أمنا سريلنكا. كلماته وموسيقاه من تأليف أناندا ساماراكون في 1940، وتم اعتماده رسميا في 1951. كان النشيد في الأصل مجرد أغنية وطنية تتغنى بالحرية والوحدة والاستقلال، ولم يؤلفها ساماراكون بنية اعتمادها كنشيد وطني. حازت الأغنية، خلال الأربعينات شعبية كبيرة، واعتمدت، بصفة غير رسمية، كنشيد وطني ثلاث سنوات بعد استقلال سريلنكا. في 1978، تمت دسترة النشيد وترسيمه في ثاني دساتير الجمهورية. النشيد السريلنكي يغنى بلغتين: السنهالية والتاملية، مع امتياز للصيغة السنهالية التي تستعمل في غالبية التظاهرات الرسمية.

### العلم الوطني

علم مستعمرة سيلان البريطانية مابين عامي 1875-1948

علم سيلان مابين عامي 1948-1951

تم تصميم علم سريلنكا بدقة ورمزية عاليتين، حتى يعبر عن الهوية الثقافية للبلد، مع مراعاة ثقل الروافد الدينية والعرقية المشكلة لهويته. العلم الأصلي مستلهم من الذي اعتمد تحت حكم آخر ملك سريلنكي، قبل استعمار البريطانيين للجزيرة، سري فيكراما راجاسينغا، والذي كان على غرار العلم الحالي، يتوسطه أسد شاهراً سيفه. خلال حكم الاستعمار البريطاني لسريلنكا، تم التخلي عن علم الأسد لفائدة علم يدمج علامة أكروتيري ودكليا المميزة للمستعمرات البريطانية.
بعد استقلال سريلنكا عن بريطانيا في 1948، أعيد اعتماد العلم الملكي، قبل أن يكلف أول رئيس وزراء بعد الاستقلال، دون ستيفن سيناناياكي، لجنة لتصميم علم جديد يراعي التعددية الدينية والعرقية للدولة. في فبراير 1950، صادقت اللجنة على العلم الحالي، الذي حافظ على الأسد التقليدي، الذي يرمز إلى المكونين السنهالي والبوذي، مع إضافة شريطين عموديين، أحدهما أخضر يرمز إلى الأقلية المسلمة والآخر برتقالي يرمز إلى الأقلية الهندوسية.

## التاريخ

### مرحلة ما قبل التاريخ

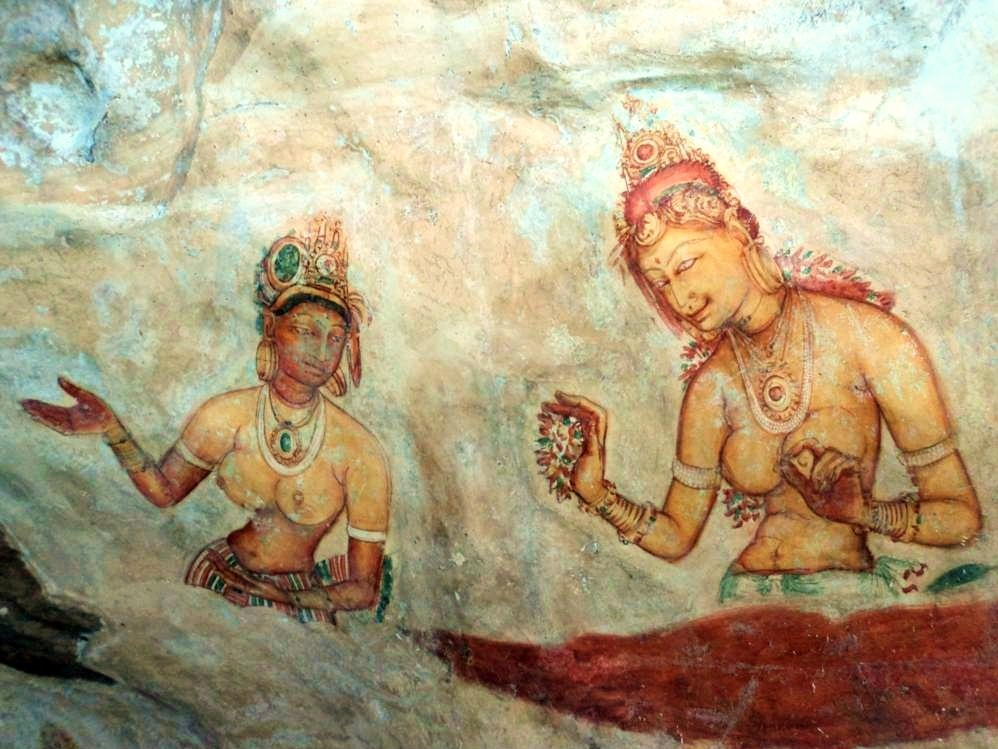
فريسكو من القرن الخامس في سيجيريا، قلعة الصخور

تمتد مرحلة ما قبل التاريخ لجزيرة سريلنكا عبر مدى زمني يتراوح بين 130 و500 ألف سنة قبل الحاضر. وتتضمن هذه المرحلة حقب العصر الحجري القديم والعصر الحجري المتوسط انتهاء بالعصر الحديدي المبكر. من أهم وأقدم آثار التواجد الإنساني، الرفات البشري المكتشف في كهوف باهيانغالا (37 ألف سنة ق.ح) وباتادومبالينا (28.5 ألف سنة ق.ح) وبيليلينا (12 ألف سنة ق.ح).
انطلاقا من الدلائل المادية والتشريحية الموجودة بهذه المواقع، اكتشف علماء الآثار أول فصيل من أشباه البشر استوطن الجزيرة، أطلقوا عيه اسم إنسان بالانغودا (بالإنجليزية: Balangoda Man)، وهناك قرائن تشير إلى كونه كان ملماً بالمبادئ الأولى للزراعة واستئناس الكلاب كوسائل صيد.

### العصور القديمة

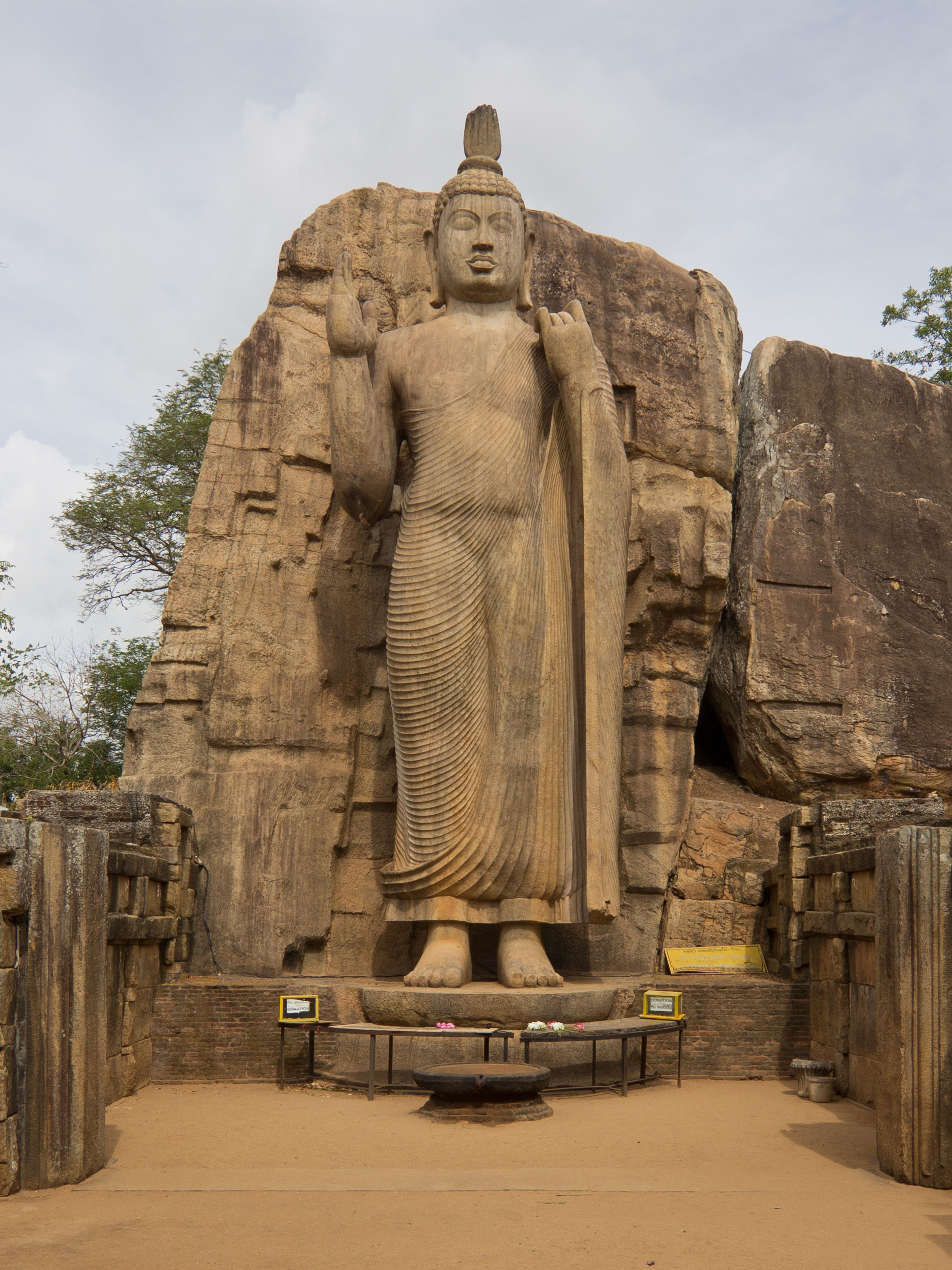
تمثال أفوكنا الذي يمثل بوذا، والذي نحت خلال عهد الملك داتوسينا في القرن الخامس

كانت سريلنكا مأهولة فقط بعرق الفيدا (الذين يقدر عددهم حاليا بثلاثة آلاف نسمة)، قبل ان يتم استيطانها، بين القرنين السادس والخامس قبل الميلاد، من طرف شعوب هندوأوروبية قدمت من شمال الهند، والتي تعتبر سلف السنهاليين المعاصرين. في حدود القرن الثالث ق.م، انتشرت البوذية في الجزيرة، على يد الأمير الهندي ماهيندا، ابن الإمبراطور البوذي أشوكا.

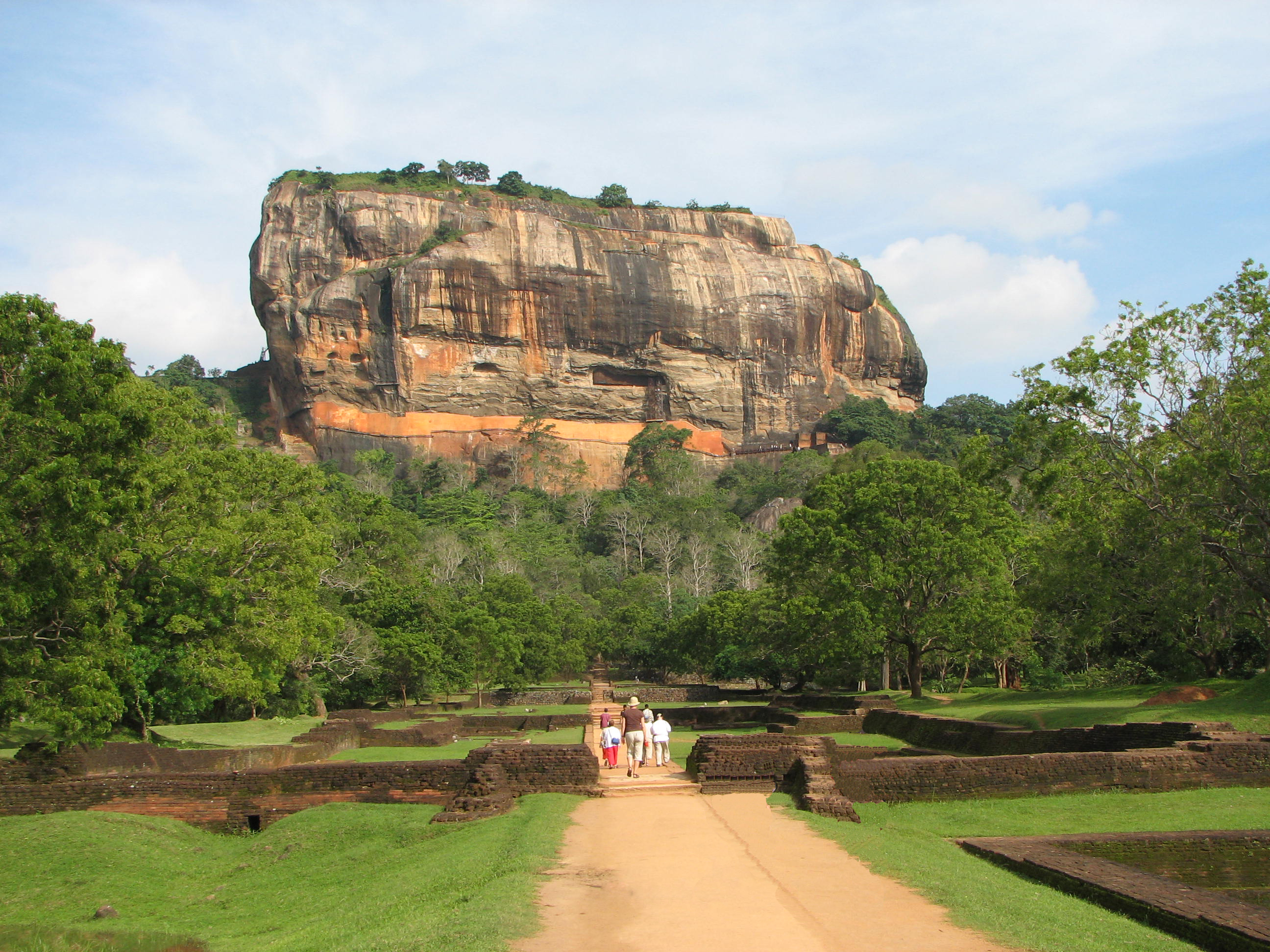
موقع سيجيريا المصنف ضمن قائمة التراث العالمي.

قرنين بعد ذلك، عرفت الجزيرة موجات استيطانية من طرف التاميل الذين قدموا من منطقة تاميل نادو جنوب الهند. على امتداد القرون، تكتل العرقان السائدان (السنهالي والتاميلي) في ممالك صغيرة، منفتحة عرقياً، حيث مكنت الزيجات المختلطة بين العرقين من الحفاظ على أمن اجتماعي نسبي. رغم ذلك، ظل هاجس التوتر العرقي جاثما على الجزيرة، بفعل إنتاج المنظومة الاجتماعية البوذية لعقدة استعلاء لدى المكون السنهالي تجاه التاميليين.

بين القرنين الثامن والثالث عشر الميلاديين، أدى التوسع الإسلامي وازدهار التجارة العربية في المحيط الهندي إلى استيطان العرب المسلمين للجزيرة، واختلاطهم بسكانها، خصوصا التاميل منهم.

### الاستعمار البرتغالي

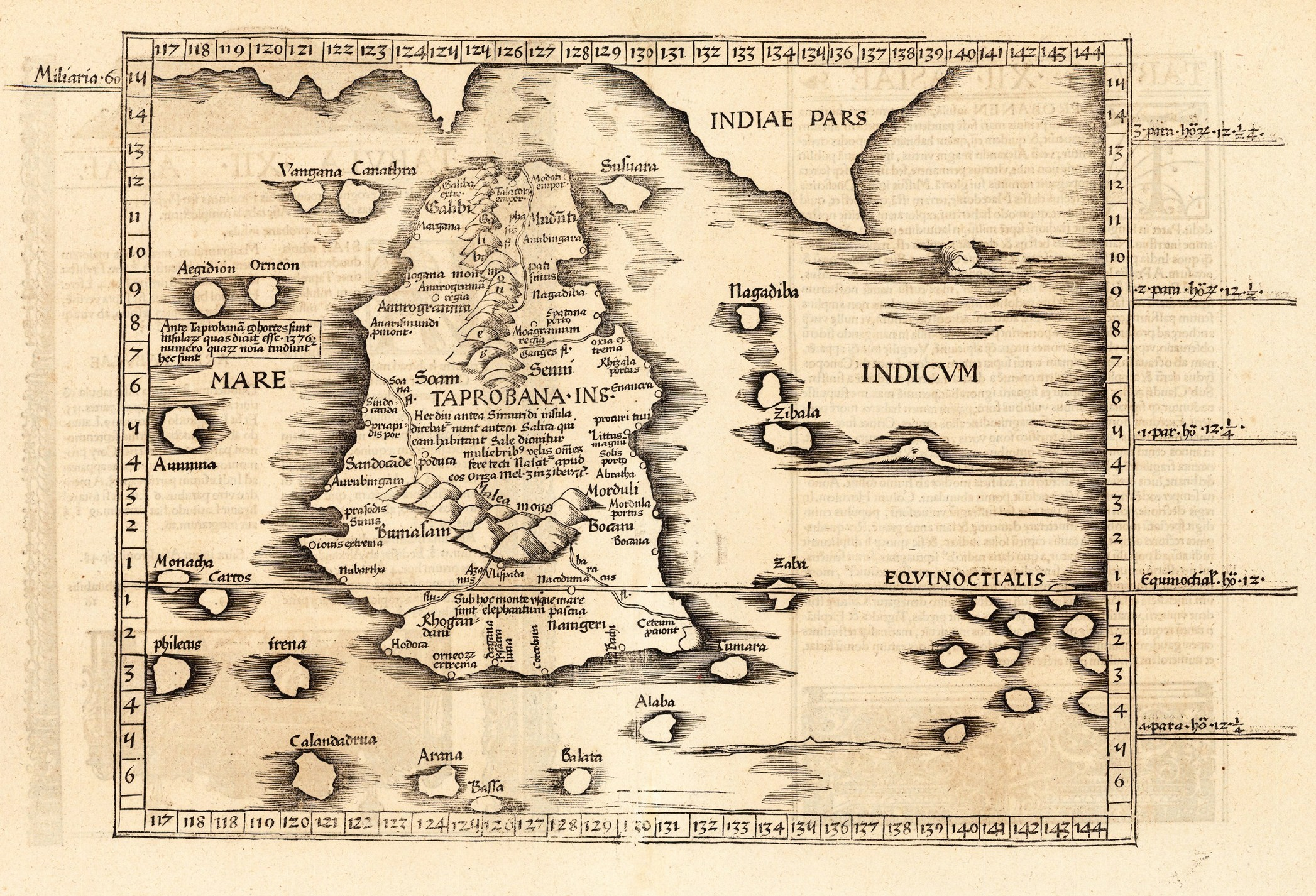
تابروباني Taprobane، الإسم الإغريقي لسيلان، في كتاب Cosmographia Claudii Ptolomaei Alexandrini المنشور سنة 1535.

كان البرتغاليون أول قوة إمبريالية أوروبية تستعمر الجزيرة. في 1505، رست باخرة البرتغالي لورينسو دي ألميدا Lourenço de Almeida بميناء كولومبو، والذي تمكن من انتزاع احتكار تجارة التوابل والقرفة. امتدت عملية التغلغل الاستيطاني بين 1505 و1568، وشملت كل مساحة الجزيرة باستثناء منطقة كاندي الجبلية، ورافقها نشاط تبشيري كاثوليكي مهم.

انطلق الاستعمار البرتغالي من شمال الجزيرة، ذي الغالبية التاملية، وقام البرتغاليون بتنصير قسري للساكنة التاملية، رافقه تدمير مجموعة من المعابد الهندوسية. سمى البرتغاليون الجزيرة سيلاو (Ceilão)، وقسموا الجزيرة إداريا إلى جزأين موافقين للمنطقتين التاملية والسنهالية، أرسوا فيهما نظامين للإدارة والقضاء، استعملت فيهما البرتغالية كلغة وثائق رسمية.

خوفا من أن تؤدي هذه الهيمنة البرتغالية إلى تلاشي مملكته، قام ملك كاندي بالاستنجاد بالهولنديين، أشرس منافسي البرتغاليين التجاريين في آسيا، آنذاك. انطلاقا من 1638 سيبدأ الهولنديون في بسط سيطرتهم على الجزيرة عبر الاستيلاء على باتيكالوا (في الساحل الشرقي الأوسط)، ثم ترينكومالي (في الشمال)، ثم كولومبو (الساحل الغربي) ثم جفنا سنة 1658. انتهى التواجد البرتغالي في الجزيرة في سنة 1668.

### الاستعمار الهولندي

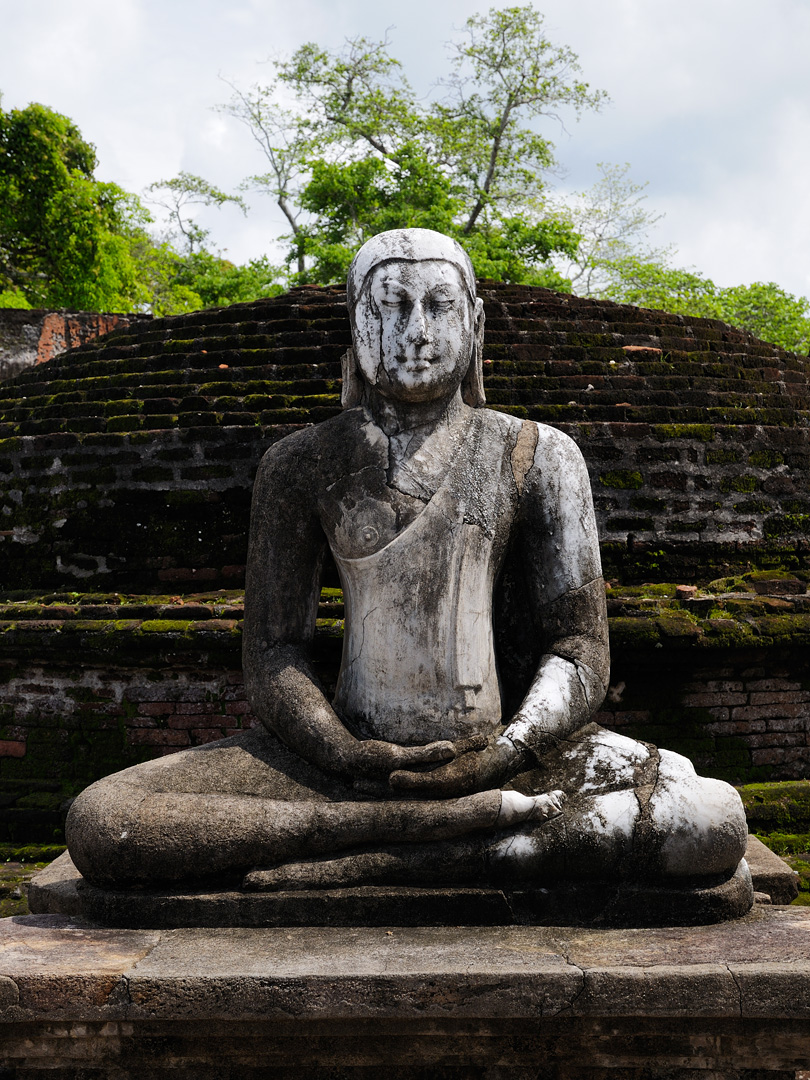
تمثال بوذي من القرن 12 في بولوناروا، إحدى العواصم السابقة لسريلنكا.

غير الهولنديون اسم الجزيرة إلى زيلان Zeilan، واستمروا في نهج تمييز إداري بين المنطقتين السنهالية والتاملية، مع تفضيل للتاميل الذين كانت لغتهم تستعمل في الوثائق الرسمية، إلى جانب الهولندية. على غرار البرتغاليين، قام الهولنديون بنشر منظومتهم الدينية، الكالفينية، والتي دخلت فيها شرائح واسعة من التامليين والسنهاليين، لاعتبارات اجتماعية واقتصادية. انتقلت العدوى التبشيرية إلى الساكنة الأصلية، والتي أصبحت ترزح تحت (و تتبنى) نوعين من التبشير المسيحي، كاثوليكي وكالفيني، والذين اتسما بالشراسة ونميا مظاهر القمع والتمييز الرمزيين داخل الجزيرة. تأثر الخطابان الدينيان الهندوسي والبوذي داخل الجزيرة، بهذا السياق، وتحولا إلى تبني خطابات وآليات اشتغال أكثر تطرفا، عند نهاية الوجود الهولندي بالجزيرة.

في نهاية القرن 18، خاض الفرنسيون والهولنديون والبريطانيون، منافسة شرسة للسيطرة على تجارة المحيط الهندي. في شتنبر 1795، قررت بريطانيا الاستيلاء على المستعمرات الهولندية، فحاصرت ميناء ترينكومالي (في الساحل الشرقي لمنطقة التاميل) واستولت عليه في ظرف ثمانية أيام. قبل نهاية أكتوبر الموالي، كانت بريطانيا قد سيطرت على مجمل موانئ الجزيرة كمانار وباتيكالوا. استكملت بريطانيا استعمار غالبية الجزيرة في فبراير 1796، وأطلقت عليها تسمية سيلان Ceylon، لتضمها في 1802 كمستعمرة ملكية بريطانية.

### الاستعمار البريطاني

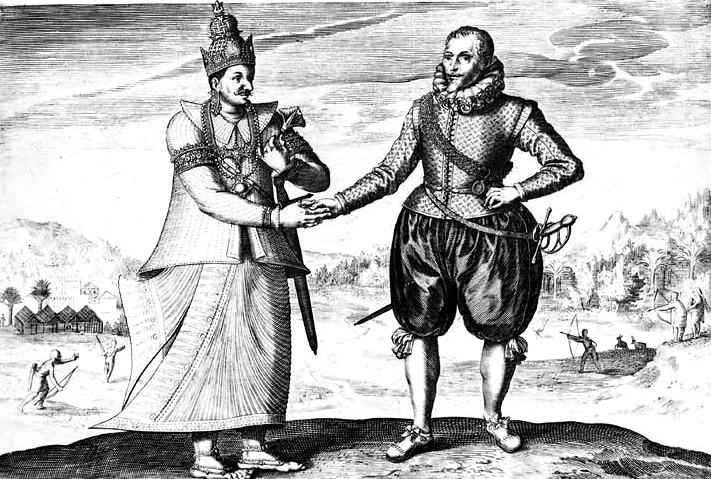
لوحة من القرن 17 تصور لقاء المستكشف الهولندي يوريس فان سبيلبيرغن مع ملك كاندي، فيمالا، سنة 1602.

ظلت مملكة كاندي، صامدة في وجه الاحتلال البريطاني، إلى أن سقطت في 1815. قام البريطانيون بإرساء إدارة موحدة على سائر الجزيرة، وبتطوير زراعات الهيفيا والشاي. بهدف توفير اليد العاملة الكبيرة التي تستلزمها هذه الزراعات، قام البريطانيون بجلب عمال تامليين هنود من شبه الجزيرة الهندية، وهو ما أدى إلى ظهور صنفين من التامليين في سريلنكا: الهنود والأصليون.
قام البريطانيون بوضع نظام تعليمي مسير من طرف الإدارة الاستعمارية والكنيسة الأنجليكانية، في آن واحد. تم تهميش التعليم البوذي التقليدي، مما أدى إلى إضعاف السلطة الرمزية والمجتمعية التي كان يتمتع بها الرهبان البوذيون داخل المجتمع السنهالي. أدى فصل المكون البوذي عن تسيير الشأن العام إلى تنامي الاحتقان لدى الطائفة السنهالية، البوذية العقيدة. حاولت البعثات الأنجليكانية استيعاب الساكنة ثقافيا، عبر التعليم باللغة الإنجليزية، بنية نشر قيم الحضارة الغربية. قامت الحكومة الاستعمارية بإنشاء مدارس عمومية موجهة لأبناء المستوطنين الإنجليز في مدن كولومبو وكاندي وغالي، وشكلت هذه المدارس فرصة للسريلنكيين للارتقاء الاجتماعي، إلا أنه سرعان ما تم الحد من انفتاح هذه المدارس على الساكنة الأصلية، بسبب تخوف السلطة الاستعمارية من أن تخلق هذه المدارس جيلا من السريلنكيين المتنورين الذين قد يترفعون عن المهن الزراعية الضرورية للاستغلال الاستعماري. كان الحاكم العام البريطاني في 1889 أول من سن هذه السياسة الإقصائية، وأكدت لجنة 1906 حول التعليم هذه السياسة في توصياتها. ساهمت السلطة الدينية في هذه السياسة حيث أعلن أسقف كولومبو الكاثوليكي، بأن تعميم التعليم الإنجليزي يمكن أن يدفع السكان الأصليين إلى تحدي السلطات الاستعمارية. وهكذا ولد واقع تعليمي بمفارقة صارخة بين المدارس الإنجليزية (التي كانت ضم 84000 تلميذا فقط في 1931) والمدارس المحلية (التي ضمت 476000 في 1931).

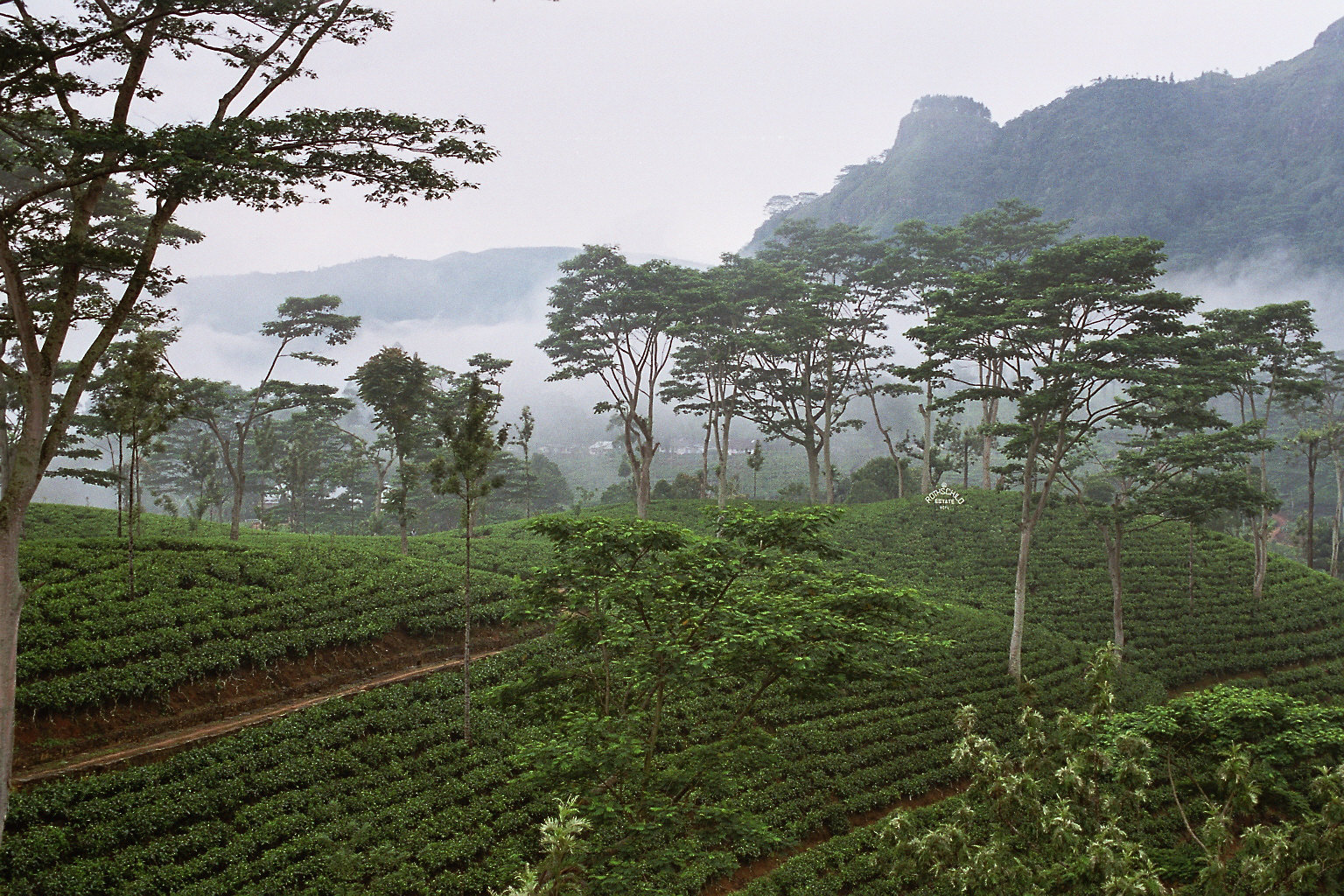
تم إدخال زراعة الشاي من قبل البريطاني جيمس تايلور في عام 1867.

كانت سياسة البريطانيين تجاه العرقين الرئيسيين مختلفة، إذ قاموا بتفضيل التامليين على السنهاليين، ويعزي كثير من المؤرخين إرهاصات الحرب الأهلية التي دمرت البلد في نهاية القرن العشرين، إلى هذه الفترة. قام البريطانيون بتمييز التاميل إيجابيا، بحكم أنهم نجحوا في استيعاب نظرائهم في الهند (التاميل نادو) في السابق، وأدى هذا التمييز إلى حصول التاميل على تمثيلية مهمة داخل الإدارة والتعليم والمهن المرموقة، تفوق بكثير ثقلهم الديمغرافي (الذي كان 15%): 30% من مناصب التدريس، 40% من الوظائف الحكومية، وأكثر من 50% في مهن المحاماة والطب. خلق هذا التمييز شعورا قوميا تحرريا لدى السنهاليين وكراهية تجاه الإنجليز والتاميل على حد سواء. ولدت حركة وطنية مقاومة سنهالية الهوية، دفعت الحكومة البريطانية، في 1931، إلى منح سيلان حكما ذاتيا. في 1944، كلفت حكومة بريطانيا لجنة سولبوري Soulbury بإيجاد خارطة لأجرأة انتقال السلطة إلى السيلانيين، تراعي التنوع العرقي في الجزيرة. طالبت الطائفة التاملية ب 50 بالمائة من المقاعد البرلمانية، إلا أن دستور سولبوري الذي أعلن عنه في 1947، خصص محاصصة 35/65 بالمائة لفائدة السنهاليين، بحكم مركزي، دون ضمانات دستورية (كاستقلال القضاء) تحد من أي تمييز محتمل على أساس العرق أو الدين. انتهت فترة الاستعمار البريطاني بإعلان سيلان دومينيونا مستقلا في إطار الكومنولث، وبإطار دستوري وبنية اجتماعية، شكلا قنبلة موقوتة للتطورات السياسية اللاحقة.

### مرحلة الاستقلال
استقلت سيلان عن بريطانيا في فبراير 1948، واحتفظت بريطانيا بحق حكومتها في اقتراح قوانين تطبق في الجزيرة. ضم أول برلمان 58 سنهاليا 29 تامليا و8 مسلمين. سيطر السنهاليون بسرعة على مراكز القرار السياسية والقضائية والاقتصادية والعسكرية، وساعد على هذه الهيمنة، إيمان مجموعة من المثقفين وصناع الرأي العام السنهاليين بنظرية سمو العرق السنهالي ورسالته التاريخية كحاضن ومخلد للعقيدة البوذية. في السنة الأولى للاستقلال، نزعت الحكومة السيلانية الجنسية عن مليون تاملي من المناطق الجبلية، بذريعة كونهم هنودا وطنتهم بريطانيا في 1827. مكنت هذه العملية الطبقة السنهالية الحاكمة من إقصاء ثلث النواب التامليين في البرلمان. استتبع ذلك مجموعة من الإجراءات والقوانين التي رسخت ديكتاتورية أغلبية سنهالية: في 1956، وبعد وصول حزب الحرية السريلنكي للحكم، وهو حزب مدعوم من طرف النخبة البوذية، تم إقرار السنهالية كلغة رسمية وحيدة، عبر قانون السنهالية فقط Sinhala Only Act،  والذي تم تليينه، أمام احتجاج التامليين، سنة 1958، عبر قانون اللغة التاملية Tamil Language Act،  والذي لم يعرف تطبيقا على أرض الواقع. في 1961، تم تأميم المدارس التاملية، وفي 1970، كان معظم موظفي الدولة من السنهاليين، بسبب مغادرة آلاف من الموظفين التامليين بسبب عدم قدرتهم على الاندماج في سياق لغوي حصريا سنهالي.

في 1972، تم إقرار دستور ينهي الارتباط مع بريطانيا وينشئ الجمهورية الاشتراكية الديمقراطية السريلنكية. رسخ دستور 1972 مكانة البوذية في الدولة، واعتبر سريلنكا حامية لها، مما زاد في شعور التامليين الهندوسيين بالإقصاء.
تطور الاحتقان والتوتر العرقيان في نهاية السبعينات، إلى فرض حالة الاستثناء في المناطق التاملية، ثم إلى مطالبة الجبهة الموحدة لتحرير التامليين (أكبر حزب تاملي) بانفصال المناطق التاملية شمال وشرق الجزيرة، لتأسيس دولة إيلام تاميل Eelam tamoul.

تم إقرار دستور أكثر توافقية في 1978، يقر برسمية اللغتين السنهالية والتاملية والبوذية كديانة للدولة. رغم ذلك، وأمام استمرار الفوارق الاقتصادية والاجتماعية بين العرقين، تطرفت المطالب التاملية أكثر، مما أدى إلى نشأة حركة نمور تحرير إيلام تاميل، وهي حركة مسلحة هدفت إلى تحقيق استقلال إيلام تاميل عن سلطة كولومبو المركزية.

### الحرب الأهلية
طبع تاريخ سريلنكا ابتداء من 1983، بالعمليات المسلحة لنمور التاميل والتي تمظهرت في الاغتيالات والعمليات الانتحارية، خصوصا تلك التي كانت تقوم بها عضوات الجبهة النسائية Women's Front. دخلت سريلنكا في مسلسل عنف وعنف مضاد مصحوب بخروقات حقوقية وجرائم حرب من طرفي النزاع، وتقدر خسائره البشرية بخمسين ألف قيل و1.1 مليون لاجئ.
- 1983: بعد سقوط جنود حكوميين في كمين لحركة نمور التاميل، شهدت البلاد موجات تقتيل انتقامي ارتكبها السنهاليون ضد التامليين، عرفت بيوليوز الأسود.[34]
- 1987: بعد إيقاف هجمة تاملية على مدينة جفنا بالشمال، تم توقيع اتفاقية سلام برعاية هندية.[34] أوصت المعاهدة الهندية السريلنكية لسنة 1987 بإضافة التاملية والإنجليزية كلغتين رسميتين إضافتين، وهو ما تم تطبيقه في المراجعة الدستورية لسنة 1987، إضافة إلى تطبيق اللامركزية في المناطق التاملية.[35]
- 1988: شهدت سريلنكا احتجاج السكان السنهاليين على التواجد العسكري الهندي في الجزيرة.[35]
- 1991: أعلنت حركة نمور التاميل مسؤوليتها عن اغتيال رئيس الوزراء الهندي راجيف غاندي، انتقاما من عملية عسكرية، غير ناجحة، للقوات الهندية لحفظ السلام في سريلنكا. أدت هذه العملية إلى خسارة الحركة لدعم الهند، أكبر حلفائها.[35]
- 1993: اغتال تاملي رئيس الجمهورية بريماداسا، مما أدى إلى احتدام الحرب الأهلية من جديد.[35]
- 1995: وقع طرفا النزاع اتفاق وقف إطلاق نار لم يستمر إلا 14 أسبوعا.[35]
- 1998: قامت الحكومة بحظر حركة نمور التاميل بعد قيامها بعملية انتحارية في كاندي، المدينة البوذية المقدسة.[35]
- 1998: قامت الحكومة السريلنكية بفرض الإنجليزية كمادة إجبارية في جميع المدارس الابتدائية.[35]
- 1999: شهدت كولومبو مظاهرات كبرى مطالبة بتسوية النزاع؛ في نفس السنة قدمت الرئيسة تشاندريكا كماراتونغا مشروع مراجعة دستورية ترسي نظاما فيدراليا وتأخذ بعين الاعتبار مطالب الأقلية التاملية. لم تقبل المراجعة الدستورية آنذاك، في نفس السنة تمت إعادة انتخاب كماراتونغا في الرئاسة.[34]
- 2001: انطلاق مباحثات سلام تحت رعاية نرويجية.
- 2002: توقيع خامس اتفاقية وقف إطلاق نار في تاريخ النزاع؛ ورفع الحظر عن حركة نمور التاميل. خلال مباحثات السلام التي انعقدت في تايلاند، تحت رعاية النرويج، حركة نمور التاميل تخفض سقف مطالبها إلى حكم ذاتي، عوض الانفصال.[34]
- 2004: تسونامي 26 دجنبر يخلف 30 ألف قيل و4000 مفقود و260000 أسرة لاجئة في سريلنكا. تسببت الكارثة في تبادل الاتهامات بين حركة نمور التاميل والحكومة المركزية، حول تهميش منطقة التاميل في برامج الإغاثة وإعادة الإعمار، وحول استغلال نمور التاميل للمساعدات الدولية في إعادة التسلح.[34]
- 2005: اغتيال نمور التاميل لوزير الخارجية السريلنكي، مما أدى إلى إعلان حالة الاستثناء وتصلب موقف الدولة المركزية في مسلسل السلام، وتجدد العنف.
- 2009: الجيش السريلنكي يحسم النزاع الذي استمر ربع قرن بعد سيطرته على آخر جيوب المقاومة وقتل زعيم حركة نمور التاميل فيلوبيلاي برابهاكاران، وإعلان الحركة إلقاء سلاحها.[42]

## الجغرافيا

### الجزيرة

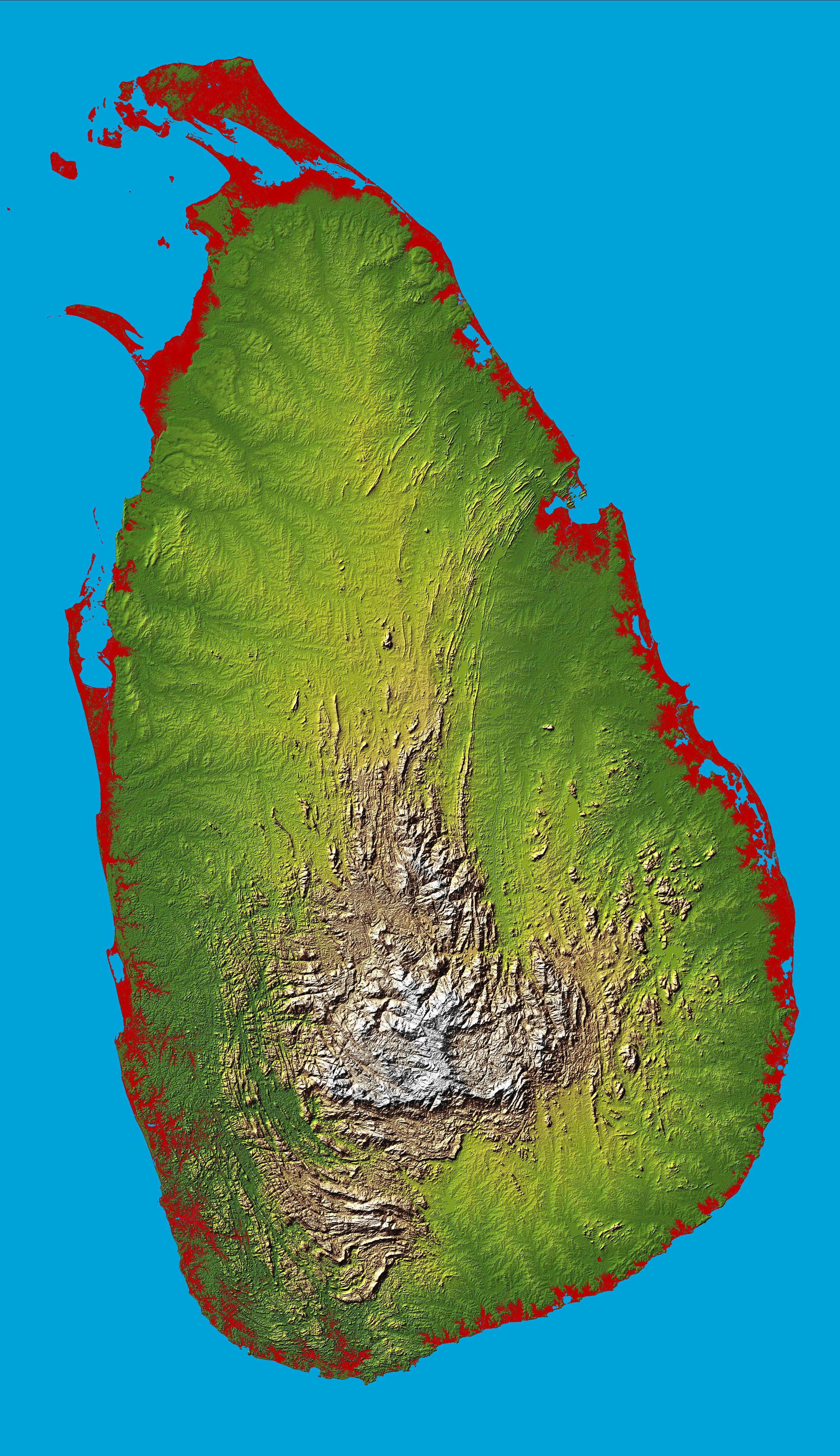
طبوغرافيا سريلنكا

تقع سريلنكا في المحيط الهندي، ويحدها خليج البنغال من جهة الشمال الشرقي. هي جزء من الكتلة القارية الهندية، ويفصلها عن الهند خليج منار ومضيق بالك، وتتصل بها عبر جسر آدم، وهو تسلسل من الشعاب المرجانية والجزر الرملية الصغيرة. شكل الجزيرة أشبه بثمرة الكمثرى أو بقطرة ماء.

### التضاريس
تغطي سريلنكا مساحة تبلغ 65,610 كم² (870 كم² منها من المياه)، (وهو ما يكافئ 1.5 من مساحة سويسرا أو ضعف مساحة هولندا)، تقع في المحيط الهندي جنوب غرب خليج البنغال، بين خطي عرض 5° و 10° شمالاً وخطي طول 79° و 82° شرقًا. وتمتد من شمالها إلى جنوبها على 353 كم، ومن الشرق إلى الغرب على 220 كم، بينما يبلغ طول محيطها الساحلي 1340 كم. الطبوغرافيا العامة للجزيرة تتلخص في سهول ساحلية تحيط بسلاسل جبلية في الجزء الجنوبي منها. والجزء الأوسط من البلاد جبلي، بينما تحيط السهول بالجبال الموجودة في الشرق والجنوب والغرب، كما تغطي معظم النصف الشمالي للجزيرة. أعلى نقطة في الجزيرة هي جبل بيدوراتالاغالا (2524 م).

### المناخ

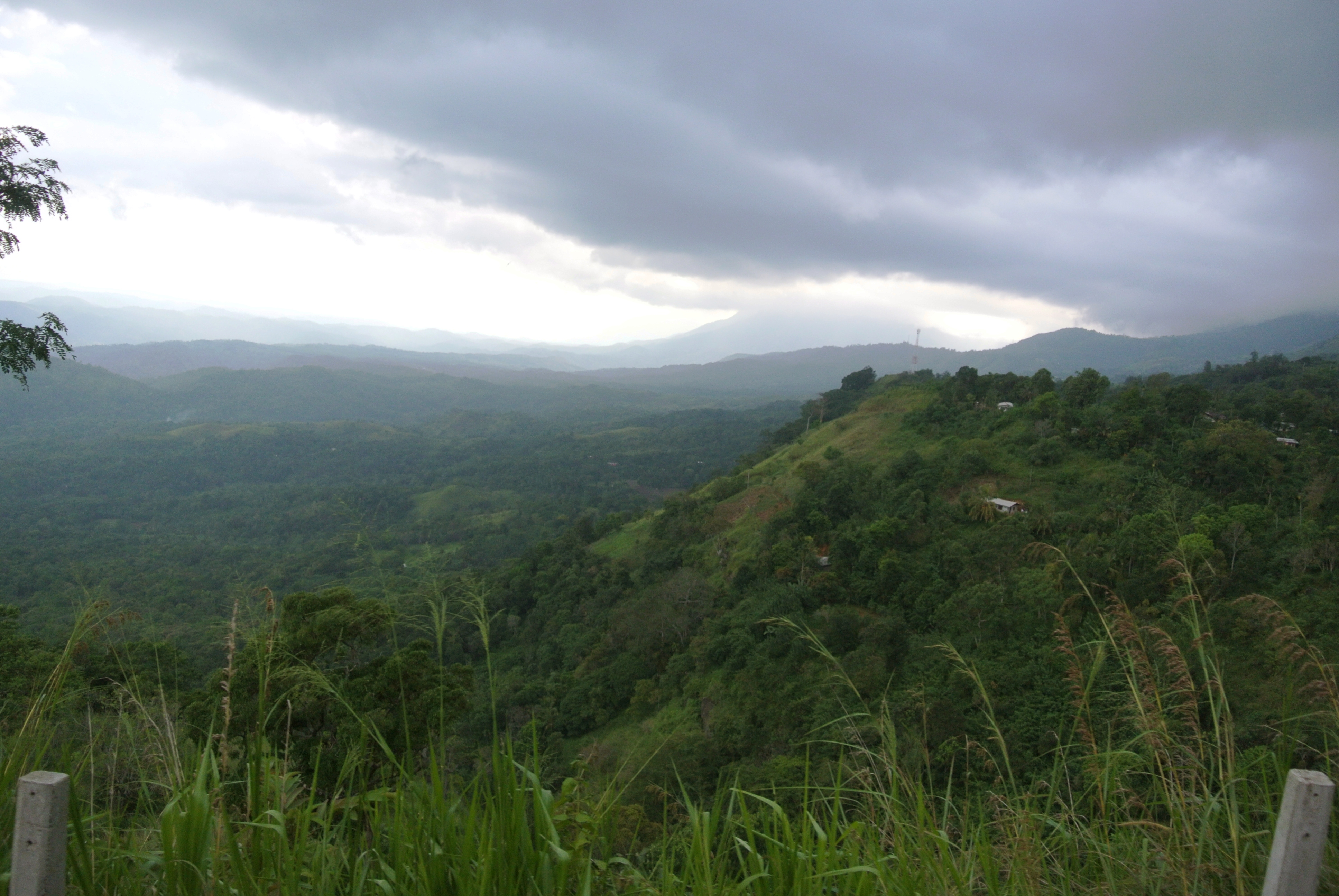
منظر عام لغابة استوائية جبلية في سريلنكا

خريطة تصنيف كوبن للمناخ في سريلنكا

يبلغ متوسط درجة الحرارة في المناطق الساحلية المنخفضة 27°م، وفي المناطق الجبلية 16°م. أما متوسط كمية الأمطار السنوية فيتراوح مابين 130 سم في الشمال الغربي و510 سم في كل أنحاء الجنوب الغربي.

### الحياة البرية والغطاء النباتي
تعيش أنواع كثيرة من الحيوانات البرية في سريلنكا مثل الدببة والطيور والتماسيح والفيلة والقردة والثعابين، في المجموع، يحتضن الفضاء الطبيعي السريلنكي 86 فصيلة ثدييات و54 من الأسماك و40 من الضفادع، إضافة إلى زمرة واسعة من أنواع الزواحف، منها صنفان من التماسيح وخمسة أصناف من الثعابين السامة. للجزيرة ماض عريق في احترام الثروة الحيوانية، فأول محمية طبيعية في العالم، أقامها الملك ديفانامبيا تيسا، منذ القرن الثالث ق.م. رغم انحسار المساحات الغابوية بفعل الزراعات الكثيفة للشاي والبن والهيفيا، التي أدخلها الاستعمار البريطاني، إلا أن سريلنكا لا تزال تتوفر على 12 محمية طبيعية، أربع منها منتزهات وطنية: بوندالا ويالا ويست وسهول هورتون وأودا والاوي.
تغطي الغابات الاستوائية المطيرة معظم الأجزاء الجنوبية الغربية في سريلنكا، وتتكون أساسا من أشجار الأبنوس والساج الكبير. يوجد في سريلنكا نحو 3,000 فصيلة من نبات الخنشار (أو السراخس) والنباتات الزهرية الأخرى؛ إضافة إلى نباتات البوجنفيل والأركيد والبونسيتة وأشجار الفواكه. النمط النباتي الغالب على المنطقة الجبلية الوسطى هو النباتات الهضابية مثل وردية رودودندرون.

### الحياة البرية
تضمّ الحياة البريّة في سريلنكا نباتاتها وحيواناتها وبيئتهم الطبيعية، تملك سريلنكا إحدى أعلى النسب للأحياء المستوطنة (16% الحيوانات و23% من النباتات المزهرة مستوطنة) في العالم على الرغم من أنّ مساحتها صغيرة نسبيا.

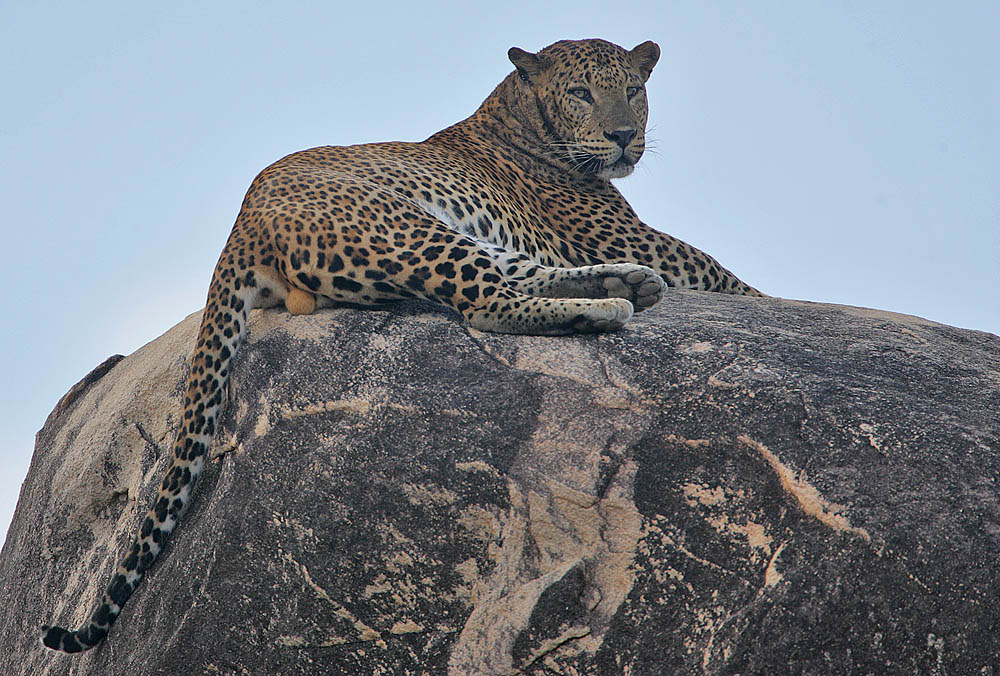
النمر السريلنكي أحد الفصائل المعرّضة للأنقراض
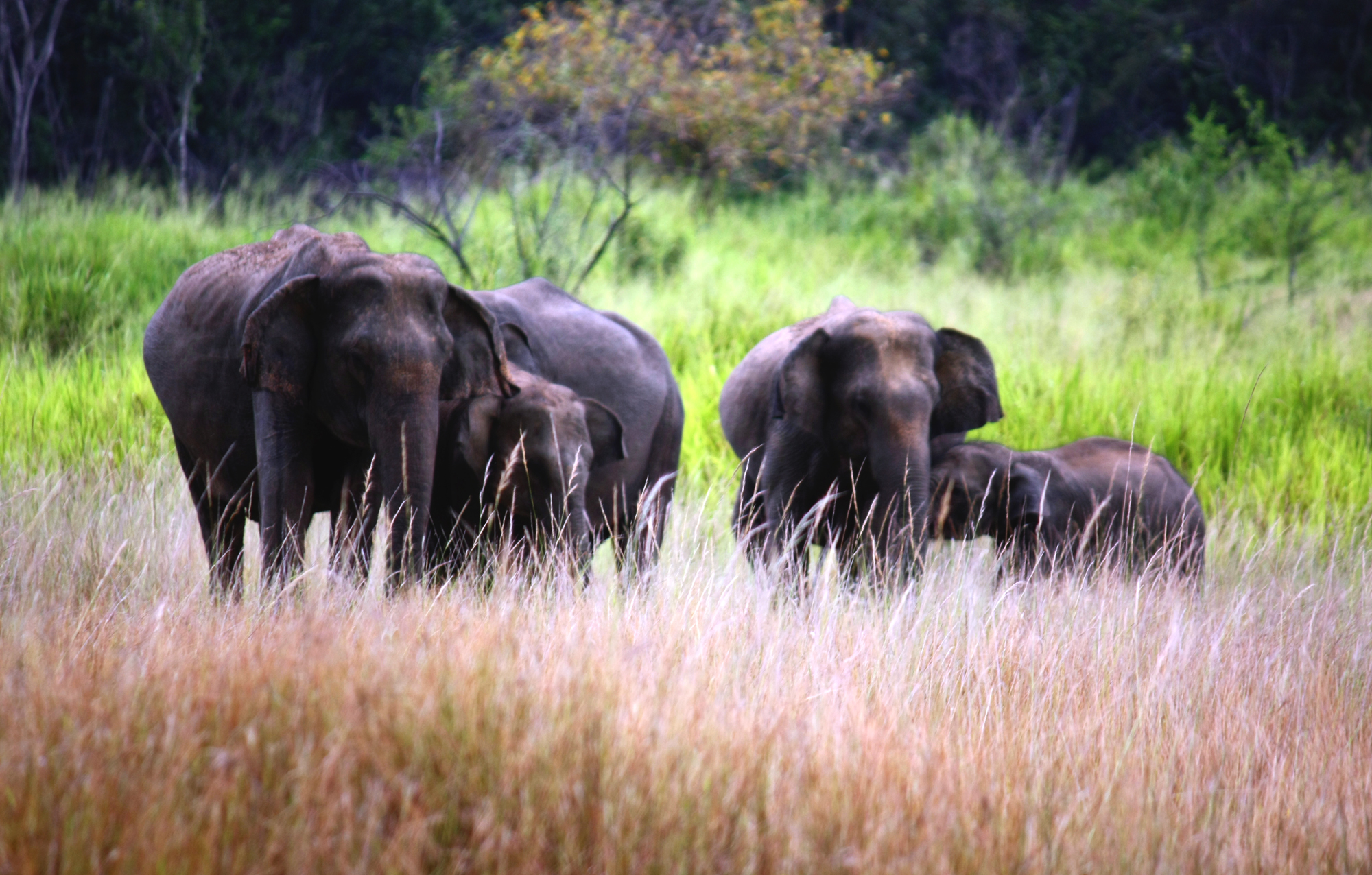
الفيل السريلنكي

## السياسة
النظام السياسي في سريلنكا جمهوري رئاسي بتعدد حزبي، رئيس الجمهورية هو في نفس الآن رأس الدولة ورئيس السلطة التنفيذية. السلطة التشريعية تقتسمها الحكومة والبرلمان. السلطة القضائية مستقلة عن السلطتين التنفيذية والتشريعية. منذ الاستقلال، تميز المشهد السياسي السريلنكي بسيطرة حزبين على الحكومات المتعاقبة: حزب الحرية السريلنكي، ذو التوجه الاشتراكي، والحزب الوطني المتحد المحافظ. الحياة السياسية كانت دائما، تحت تأثير التقاطبات العرقية والدينية، والتي بلغت أوجها خلال فترة الحرب الأهلية التي تواجهت فيها السلطة المركزية مع انفصاليي نمور التاميل، بين 1983 و2009.

### السلطة التنفيذية
| المنصب                                  | الاسم                   | الحزب          | منذ |
| --------------------------------------- | ----------------------- | -------------- | --- |
| رئيس الجمهورية\|أنورا كومارا ديساناياكي | جاناتا فيموكثي بيرامونا | 23 سبتمبر 2024 |     |
| شاغر                                    |                         |                |     |

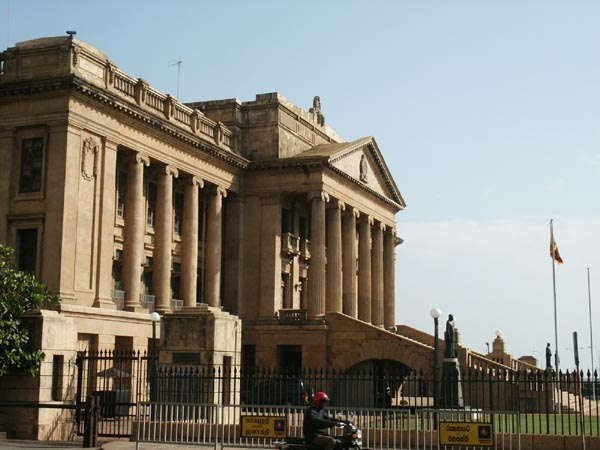
المقر السابق للبرلمان والمقر الحالي لكتابة رئاسة الجمهورية

ينتخب رئيس الجمهورية لمدة ست سنوات، بالاقتراع العام المباشر، وهو مسؤول أمام البرلمان، الذي يمكنه عزله بتصويت عقابي للثلثين، بموافقة المحكمة العليا السريلنكية. رئيس الجمهورية هو قائد القوات المسلحة الأعلى ويعين الوزير الأول، من الحزب الأغبي في البرلمان.

#### مرحلة كوماراتونكا
تشاندريكا كماراتونغا الرئيسة السابقة لسريلنكا كان يطلق عليها اسم المرأة الفولاذية نظرا للطريقة التي كانت تخوض بها المواجهة العسكرية- الأمنية ضد حركة نمور التاميل. تولت تشاندريكا رئاسة سريلنكا، في 14 نونبر 1994 ولكنها كانت قبل ذلك قد شغلت منصب رئيسة الحكومة أيضاً، وهي ابنة سيريمافو باندرانايكا التي شغلت منصب رئيسة الوزراء في سريلنكا ثلاث دورات متتالية بدأت سنة 1960. تزوجت في سنة 1978 من زوجها النجم السينمائي فيايا كوماراتونجا الذي أسس معها حزب الشعب لتصبح نائبة رئيس الحزب، ثم تولت رئاسة الحزب بعد اغتياله، وعاشت بعدها في لندن لمدة ثلاث سنوات رغبة في الابتعاد عن السياسة، ولكنها عادت من جديد في سنة 1991 لتقتحم الحياة السياسية.

سريلنكا كانت في فترة قريبة أول دولة في العالم تحكمها أم وابنتها في آن واحد، وكان ذلك عندما فازت تشاندريكا، الابنة، بانتخابات الرئاسة في عام 1994، وقررت على الفور تعيين والدتها في منصب رئيسة الحكومة، والمثير في الأمر هو أنهما لم يصلا إلي السلطة إلا عن طريق انتخابات حرة ونزيهة تماما، والأكثر إثارة هو أن سولومون، والد تشاندريكا وزوج سيريمافو، كان قد شغل هو الآخر منصب رئيس وزراء بلاده منذ سنة 1956 إلي أن اغتيل في سنة 1959، واستمرارا لهذا السياق الفريد، فقد اغتيل أيضا فيايا كوماراتونجا زوج تشاندريكا في سنة 1988 أمام أعين زوجته، وتعرضت تشاندريكا نفسها إلى عدة محاولات اغتيال فقدت في واحدة منها عينها اليمنى.

### السلطة التشريعية

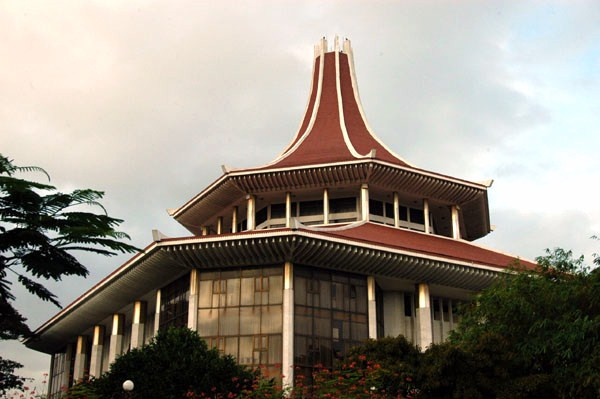
مقر المحكمة العليا السريلنكية بكولومبو

يتكون البرلمان السريلنكي من غرفة وحيدة ب 225 عضوا، ينتخبون لست سنوات. 196 من الأعضاء ينتخبون من دوائر انتخابية ذات مقعد وحيد، بينما ينتخب ال 29 المتبقون بنظام اللائحة النسبي. لرئيس الجمهورية الحق في حل البرلمان، بعد مرور أول سنة من الولاية التشريعية.

### السلطة القضائية
المحكمة العليا هي أعلى سلطة قضائية في سريلنكا. القانون الجنائي مستمد من القانون العام (common law)، والقانون المدني مستلهم من القانون الروماني. بالنسبة لقوانين الأحوال الشخصية، فهي حسب المرجعيات الدينية للمواطنين المعنيين.

### التقسيم الإداري

أقاليم سريلنكا

سريلنكا مقسمة إداريًا إلى 9 أقاليم، مقسمة بدورها على 25 مقاطعة. للأقاليم سلطات تنفيذية يمارسها حاكم الإقليم، وتشريعية، تمارسها مجالس إقليمية منتخبة. بين 1988 و2006، تم إدماج الإقليمين الشرقي والشمالي في إقليم موحد.
| الإقليم       | العاصمة     | المساحة (كلم مربع) |
| ------------- | ----------- | ------------------ |
| الوسط         | كاندي       | 5,674              |
| الشرق         | ترينكومالي  | 996 9              |
| الشمال الأوسط | أنورادابورا | 714 10             |
| الشمال        | جفنا        | 884 8              |
| الشمال الغربي | كورونيغالا  | 812 7              |
| ساباراغاموا   | راتنابورا   | 902 4              |
| الجنوب        | غالي        | 559 5              |
| يوفا          | بادولا      | 488 8              |
| الغرب         | كولومبو     | 709 3              |

### مؤشر الديمقراطية
في 2008، احتلت سريلنكا المرتبة 56 (على 165 دولة) في مؤشر الديمقراطية لمجلة الإيكونوميست The Economist، حسب المعايير التالية:
| المعيار                | النقطة (على 10) |
| ---------------------- | --------------- |
| التعددية الحزبية       | 7.4             |
| الحكامة                | 4.6             |
| المشاركة السياسية      | 5.6             |
| انفتاح الحياة السياسية | 7.5             |
| الحريات المدنية        | 7.9             |
| المؤشر العام           | 6.6             |

## التركيبة السكانية
بلغ عدد سكان سريلنكا حوالي 21.48 مليون نسمة في 2012، انخفضت نسبة النمو السكاني إلى 0.913% بعد أن كانت 2.8% في 1953 و2.2% في 1971. نسبة الخصوبة بلغت 2.17 في 2012. رغم ذلك، ظلت بنية الساكنة السريلنكية شابّة، حيث مثّل من هم أقل من 15 سنة 24.8% من السكان في 2006. في 2012، بلغ مأمول العمر 76 سنة، وانخفضت نسبة الأمية إلى %7.8. احتلت سريلنكا في 2006 المرتبة 93 في تصنيف مؤشر التنمية البشرية ب 0.755. ترتفع الكثافة السكانية بالمناطق الجنوبية الغربية، في جوار كولومبو. نسبة السكان الحضريين هي 21.1% وتبلغ الكثافة السكانية 327 نسمة/كلم مربع.

### أهم المؤشرات الديموغرافية
| الفترة    | الولادات السنوية | الوفيات السنوية | الفرق السنوي الطبيعي | نسبة الولادات (‰) | نسبة الوفيات (‰) | الفرق الطبيعي (‰) | مؤشر الخصوبة | نسبة وفيات الأطفال |
| --------- | ---------------- | --------------- | -------------------- | ----------------- | ---------------- | ----------------- | ------------ | ------------------ |
| 1950–1955 | 322000           | 171000          | 151000               | 37,4              | 19,8             | 17,5              | 5,80         | 103,9              |
| 1955–1960 | 367000           | 143000          | 223000               | 38,6              | 15,1             | 23,5              | 5,80         | 86,7               |
| 1960–1965 | 377000           | 128000          | 248000               | 35,5              | 12,1             | 23,4              | 5,20         | 77,5               |
| 1965–1970 | 391000           | 116000          | 276000               | 32,9              | 9,7              | 23,2              | 4,70         | 69,3               |
| 1970–1975 | 383000           | 103000          | 280000               | 29,1              | 7,8              | 21,3              | 4,00         | 55,4               |
| 1975–1980 | 401000           | 99000           | 302000               | 27,8              | 6,9              | 20,9              | 3,61         | 38,8               |
| 1980–1985 | 401000           | 96000           | 305000               | 25,6              | 6,1              | 19,5              | 3,19         | 30,3               |
| 1985–1990 | 362000           | 110000          | 253000               | 21,6              | 6,5              | 15,1              | 2,64         | 24,1               |
| 1990–1995 | 349000           | 119000          | 230000               | 19,6              | 6,7              | 12,9              | 2,39         | 22,1               |
| 1995–2000 | 329000           | 146000          | 183000               | 17,8              | 7,9              | 9,9               | 2,16         | 18,9               |
| 2000–2005 | 360000           | 121000          | 239000               | 18,7              | 6,3              | 12,4              | 2,27         | 15,9               |
| 2005–2010 | 386000           | 132000          | 253000               | 19,0              | 6,5              | 12,5              | 2,36         | 12,4               |

### الأعراق
حسب إحصائيات 2001، شكل السنهاليون العرق الغالب في سريلنكا بنسبة 74%، متبوعا بالتامليين 18% والمورو 7% وتتوزع ال 1% بين أقليات البورغر (أحفاد المستوطنين البرتغاليين والهولنديين) والماليزيين والفيدا (سكان سريلنكا الأصليين).

### الديانات
يدين معظم السنهاليين بالبوذية، بينما يعتنق معظم التاميليين الهندوسية؛ يعتنق الماليزيون والمورو الإسلام، أقلية كبيرة من السنهاليين والتاميلين يعتنقون المسيحية وفي الغالب يتبعون الكنيسة الكاثوليكيّة أو المشيخية، أما إثنية الفيدهاسية فيعتنقون البوذية والإحيائية، في دستور 1978، تم إقرار الحرية الدينية للجميع مع إعطاء البوذية مكانة مميزة وأولوية.
| بوذيون [70%]                              | هندوسيون [15%] | مسلمون[7.5%] | مسيحيون [7.5%] |
| ----------------------------------------- | -------------- | ------------ | -------------- |
|                                           |                |              |                |
| توزيع الأديان الرئيسية الأربعة في سريلنكا |                |              |                |

تصنيف سكان سريلنكا حسب الأديان بين عامي 1881 - 2012
| العام                                                                          | بوذيّون     | بوذيّون | هندوس     | هندوس  | مسلمون    | مسلمون | مسيحيّون   | مسيحيّون | أديان أخرى | أديان أخرى | المجموع    | المجموع |
| العام                                                                          | العدد      | %      | العدد     | %      | العدد     | %      | العدد     | %       | العدد      | %          | العدد      | %       |
| ------------------------------------------------------------------------------ | ---------- | ------ | --------- | ------ | --------- | ------ | --------- | ------- | ---------- | ---------- | ---------- | ------- |
| إحصاء 1881                                                                     | 1,698,100  | 61.53% | 593,600   | 21.51% | 197,800   | 7.17%  | 268,000   | 9.71%   | 2,300      | 0.08%      | 2,759,800  | 100.00% |
| إحصاء 1891                                                                     | 1,877,000  | 62.40% | 615,900   | 20.48% | 212,000   | 7.05%  | 302,100   | 10.04%  | 800        | 0.03%      | 3,007,800  | 100.00% |
| إحصاء 1901                                                                     | 2,141,400  | 60.06% | 826,800   | 23.19% | 246,100   | 6.90%  | 349,200   | 9.79%   | 2,500      | 0.07%      | 3,566,000  | 100.00% |
| إحصاء 1911                                                                     | 2,474,200  | 60.25% | 938,300   | 22.85% | 283,600   | 6.91%  | 409,200   | 9.96%   | 1,100      | 0.03%      | 4,106,400  | 100.00% |
| إحصاء 1921                                                                     | 2,769,800  | 61.57% | 982,100   | 21.83% | 302,500   | 6.72%  | 443,400   | 9.86%   | 800        | 0.02%      | 4,498,600  | 100.00% |
| إحصاء 1931                                                                     | 3,266,600  | 61.55% | 1,166,900 | 21.99% | 354,200   | 6.67%  | 518,100   | 9.76%   | 1,100      | 0.02%      | 5,306,900  | 100.00% |
| 1إحصاء 946                                                                     | 4,294,900  | 64.51% | 1,320,400 | 19.83% | 436,600   | 6.56%  | 603,200   | 9.06%   | 2,200      | 0.03%      | 6,657,300  | 100.00% |
| إحصاء 1953                                                                     | 5,209,400  | 64.33% | 1,610,500 | 19.89% | 541,500   | 6.69%  | 724,400   | 8.95%   | 12,100     | 0.15%      | 8,097,900  | 100.00% |
| إحصاء 1963                                                                     | 7,003,300  | 66.18% | 1,958,400 | 18.51% | 724,000   | 6.84%  | 884,900   | 8.36%   | 11,400     | 0.11%      | 10,582,000 | 100.00% |
| إحصاء 1971                                                                     | 8,536,800  | 67.27% | 2,238,600 | 17.64% | 901,700   | 7.11%  | 1,004,300 | 7.91%   | 8,400      | 0.07%      | 12,689,800 | 100.00% |
| إحصاء 1981                                                                     | 10,288,300 | 69.30% | 2,297,800 | 15.48% | 1,121,700 | 7.56%  | 1,130,600 | 7.62%   | 8,300      | 0.06%      | 14,846,700 | 100.00% |
| إحصاء 20011                                                                    |            |        |           |        |           |        |           |         |            |            |            |         |
| إحصاء 2012                                                                     | 14,222,844 | 70.19% | 2,554,606 | 12.61% | 1,967,227 | 9.71%  | 1,509,606 | 7.45%   | 9,440      | 0.05%      | 20,263,723 | 100.00% |
| المصدر:ملخص تطور توزيع الساكنة السريلنكية، حسب الانتماء الديني، بين 1881 و2001 |            |        |           |        |           |        |           |         |            |            |            |         |

1 تم جمع بيانات الإحصاء عام 2001 من 18 منطقة من أصل 25 منطقة فقط، وإدراج بيانات هذا الإحصاء هنا قد يعتبر مضللا

## الاقتصاد
وفقا لصندوق النقد الدولي، تشير معطيات 2013 إلى قيمة ناتج محلي إجمالي لسريلنكا تعادل 65.266 مليار دولار، أي ما يوافق 255.222 مليار دولار أمريكي من حيث تعادل القوة الشرائية. مساهمة كل نسمة في الناتج 3134 $ (و 6550 $ باعتبار تعادل القوة الشرائية). وسريلنكا هي الثانية بعد جزر المالديف في منطقة جنوب آسيا من حيث نصيب الفرد من الدخل. وسجل نمو الناتج المحلي الإجمالي 8.3 ٪ في عام 2011، و6.3 ٪ في 2013. تحسنت نسبتا التضخم إلى 7.4 ٪ والبطالة إلى 4 ٪ (إحصائيات 2013)، بعد أن كانتا، على التوالي، في 2001، 14.2 و7.7 بالمائة. في 2010، كان 8.9 ٪ تحت خط الفقر.
يعتمد الاقتصاد السريلنكي على قطاع زراعي نشيط، عماده زراعات الأرز وقصب السكر والتبغ وشاي عربي؛ إضافة إلى قطاع الصناعات التحويلية الزراعية. من أنشط القطاعات الاقتصادية: الاتصالات والأبناك وصناعة النسيج، إضافة لقطاع البناء والأشغال العمومية. في 2012، نما القطاع الصناعي بنسبة 10.3 ٪، وهي خامس عشر نسبة نمو صناعي في العالم ل 2012.
استفاد الاقتصاد السريلنكي، من عودة الاستقرار النسبي وانتهاء مرحلة الحرب الأهلية، والتي استنزفت على مدى 26 سنة نصف الناتج المحلي. قامت الحكومة السريلنكية باستثمارات عمومية مهمة من أجل إعادة الإعمار ورفع التهميش الاقتصادي عن بعض الأقاليم، إضافة إلى تنمية ورفع مردودية المقاولات الصغرى والمتوسطة، المشتغلة في القطاع الفلاحي. عانت البلاد من المديونية الهيكلية لاقتصادها، بفعل ضعف السياسة الجبائية وثقل الوظيفة العمومية، إلا أن نسب النمو المرتفعة التي حققها الاقتصاد ساهم في تخفيف العجز. في 2012 كانت نسبة العجز العمومي 6.5 ٪ وشكل الدين العمومي 79.1 ٪ من الناتج المحلي الإجمالي.
تأثرت سريلنكا بالأزمة الاقتصادية لسنتي 2008-2009، وانخفضت نسبة النمو إلى 3.5 ٪ بفعل تأثر التصدير الفلاحي بتراجع الطلب العالمي. في 2012، قامت سريلنكا بتخفيض قيمة عملتها، لدعم قطاع التصدير، وباتخاذ تدابير حمائية لتقليل الواردات. لا تزال البلاد تعاني من عجز ميزان أداءات هيكلي، بلغ 3.93 مليار دولار سنة 2012 (بعد أن كان 4.6 مليار في 2011)، رغم المساهمة المهمة لتحويلات المغتربين السريلنكيين.
حلّت سريلنكا في المركز 90 في مؤشر الابتكار العالمي عام 2023، ثم تقدمت إلى المركز 89 في مؤشر عام 2024.

- توزيع اليد العاملة والقيمة المضافة الاقتصادية حسب القطاعات في 2013:[66]

| القطاع  | نسبة المساهمة في ن.د.إ | نسبة تشغيل العمالة |
| ------- | ---------------------- | ------------------ |
| الفلاحة | 12.1 %                 | 32.7 %             |
| الصناعة | 29.9 %                 | 24.2 %             |
| الخدمات | 58.0 %                 | 40.4 %             |

- التجارة الخارجية وأهم الشركاء، في 2012:[61]

| القطاع   | القيمة (مليار دولار) | أهم الزبائن والممونين (%)                                                                   |
| -------- | -------------------- | ------------------------------------------------------------------------------------------- |
| الصادرات | 9.777                | الولايات المتحدة 20.4؛ المملكة المتحدة 9.9؛ الهند 5.8؛ إيطاليا 4.7؛ بلجيكا 4.3؛ ألمانيا 4.3 |
| الواردات | 17.18                | الهند 22.7؛ سنغافورة 8.8؛ الإمارات العربية المتحدة 7.7؛ الصين 7؛ إيران 6.1؛ ماليزيا 4.5     |

- إنتاج واستهلاك الطاقة، في 2012:[61]

| الإنتاج (2011)                           | 11.52 مليار كيلواط/ساعة |
| الاستهلاك (2011)                         | 10 مليار كيلواط/ساعة    |
| صادرات (2012)                            | 0 مليار كيلواط/ساعة     |
| واردات (2012)                            | 0 مليار كيلواط/ساعة     |
| نسبة الكهرباء الأحفورية (2011)           | 53.8 %                  |
| نسبة الكهرباء المائية (2011)             | 44.6 %                  |
| نسبة الكهرباء من الطاقات المتجددة (2011) | 1.6 %                   |

### السياحة
في 2011، بلغ عدد السياح الذين زاروا سريلنكا 975 855 سائحا، بارتفاع 30% مقارنة ب 2010. تعزى الانتعاشة السياحية للبلد لعودة الاستقرار بعد ربع قرن من الحرب الأهلية. أهم الجنسيات الزائرة هي الهند وبريطانيا.

## الاتصالات والنقل
- أهم مؤشرات قطاع الاتصالات في 2013:[61]

| عدد خطوط الهاتف (2013)     | 2.796 مليون         |
| عدد الهواتف الخلوية (2011) | 19.533 مليون        |
| قنوات تلفزية(2012)         | 43 (ضمنها 8 حكومية) |
| محطات إذاعية (2012)        | 51 (ضمنها 1 حكومية) |
| مستعملو الإنترنت (2009)    | 1.777 مليون         |

- أهم مؤشرات قطاع النقل في 2013:[61]

| عدد المطارات (2013)           | 19          |
| السكك الحديدية (2007)         | 449 1 كلم   |
| طرق (2010)                    | 093 114 كلم |
| قنوات مائية (2012)            | 160 كلم     |
| أسطول الملاحة التجارية (2010) | 21 سفينة    |

## القوات المسلحة

### تاريخ سريلنكا العسكري

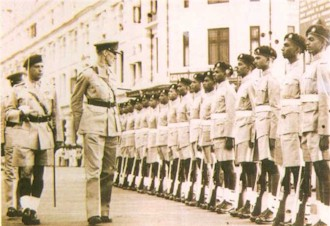
رودريك سينكلير، أول قائد أعلى للجيش السريلنكي، بعد الاستقلال، يستعرض تجريدة عسكرية

لسريلنكا تاريخ عسكري عريق يمتد إلى القرن الحادي عشر قبل الميلاد، كان للملك باراكراما باهو الأكبر (1153 ق.م)، جيش نظامي اعتمد عليه في إرساء دولة قوية امتد تأثيرها إلى بيرمانيا الحالية. تروي الآثار الفنية والأدبية السريلنكية، بأن الجزيرة كانت لها دائما قوى عسكرية نظامية، أو على شكل ميليشيات مختلطة مدنية/عسكرية، متنوعة التسليح بين الخيالة وسلاح الفيلة وسلاح المشاة، اعتمدت عليها الأنظمة الملكية المتعاقبة على حكم الجزيرة.

خلال الحقبة الكولونيالية البريطانية، كانت المقاومة العسكرية التي أبدتها مملكة كاندي، إحدى تجليات التاريخ العسكري النظامي للسريلنكيين، إلا أنها سرعان ما وئدت نظرا للامتياز التسليحي للبريطانيين، ولقوتهم العسكرية البحرية. أنشأ البريطانيون جيشاً محلياً مختلطاً لضبط الجزيرة، مكون من البريطانيين أنفسهم، مدعومين بمرتزقة ماليزيين وهولنديين (1793) وتجريدات محلية مكونة من السنهاليين (1803) والتاميليين، والأفارقة (1814). كان هذا الجيش نواة جيش سيلان البريطاني الذي أنشئ في 1817، والذي تخلى لاحقا عن تجنيد السنهاليين في صفوفه بعد تمرد في 1848.

في 1910، تحول اسم القوة العسكرية إلى جيش الدفاع السيلاني (Ceylon Defence Force)، والذي شارك، تحت اللواء البريطاني، في العديد من النزاعات العسكرية كحروب البوير بجنوب أفريقيا، والحربين العالميتين، الأولى والثانية. بعد استقلال الجزيرة، تحت مظلة الكومنولث، في 1949، شكل هذا الجيش نواة القوات المسلحة السريلنكية، وكان أول قائد أعلى له هو البريطاني رودريك سينكلير. كان الكولونيل أنطون موتوكومارو أول سريلنكي يتبوأ قيادة الجيش، في 1955.

بعد إقرار دستور 1972، المنشئ للجمهورية السريلنكية، عرف الجيش فك ارتباط تدريجي ببنيته السالفة، الموروثة عن الماضي الكولونيالي إن على مستوى القيادات، أو العقيدة العسكرية. إلا انه سرعان ما واجه اختباراً عسيراً، دام لأكثر من ربع قرن تمثل في الحرب الأهلية ضد انفصاليي نمور التاميل، لم تنته إلا سنة 2009.

الجيش السريلنكي حاضر في المهمات العسكرية الدولية لحفظ السلام، حسب التوزيع التالي (معطيات 2013):
| البعثة الأممية                                                 | المنطقة             | عدد الأفراد |
| -------------------------------------------------------------- | ------------------- | ----------- |
| قوة الأمم المتحدة المؤقتة في لبنان (FINUL)                     | لبنان               | 151         |
| قوة الأمم المتحدة المؤقتة في أبيي (FINUL)                      | جنوب السودان        | 6           |
| قوة الأمم المتحدة في ليبيريا (MINUL)                           | ليبيريا             | 10          |
| بعثة الأمم المتحدة لتنظيم استفتاء في الصحراء الغربية (MINURSO) | الصحراء الغربية     | 1           |
| بعثة الأمم المتحدة في جنوب السودان (MINUSS)                    | جنوب السودان        | 24          |
| بعثة الأمم المتحدة في هايتي (MINUSS)                           | هايتي               | 864         |
| بعثة الأمم المتحدة في جمهورية الكونغو الديمقراطية (MONUSCO )   | الكونغو الديمقراطية | 4           |
| المجموع                                                        | 7                   | 1060        |

### إحصائيات عسكرية
| القوة العسكرية القابلة للتعبئة (2013) | 5.342 مليون رجل و5.466 مليون امرأة (بين 16 و49 سنة) |
| إنفاق عسكري/ن.د.خ (2013)              | 2.43% (كان يصل إلى 4.2% في 1998)                    |
| عدد أفراد القوات المسلحة (2010)       | 000 203 (522 193 في 2002)                           |

## الثقافة
رغم مركزية المكونين السنهالي/البوذي والتاملي/الهندوسي، اغتنت الثقافة السريلنكية، على مدى 25 قرنا، بمجموعة من الروافد الحضارية الأخرى كالثقافة العربية الإسلامية وثقافات شبه الجزيرة الهندية وصولا إلى الثقافة الأوروبية، بمكوناتها البرتغالية والهولندية والبريطانية. أفرز هذا الإرث الحضاري عراقة ثقافية تتجسد قي مجالات الفنون الجميلة كالموسيقى والرقص والتشكيل والمعمار، إضافة إلى رصيد مهم في مجالات الأدب والمسرح والفنون البصرية. تمتد الخصوصية الثقافية السريلنكية إلى مجالات أخرى كالطبخ والطب التقليدي (الأيورفيدا).

### السينما
السينما السريلنكية مرتبطة أساساً بالأدب السنهالي، وهي متأثرة بالسينما الهندية من حيث مواضيع الأفلام وتثمينها للغنى الطبيعي للبلاد، إضافة إلى تيمتي العلاقات الاجتماعية ومرحلة الحرب الأهلية. أول الأفلام المنتجة في سريلنكا كان سنة 1947 بعنوان «الوعد المكسور» Kadawunu Poronduwa. من أهم المخرجين السريلنكيين، الذين حققوا إشعاعا دوليا، ليستر جيمس بيريز والذي بلغ العالمية سنة 1970 بشريطه الكنز Nidhanaya، والذي تم عرضه في مهرجان البندقية سنة 1972، وهو الفيلم الذي يعتبره نقاد السينما أجود ما أنتجت سريلنكا للشاشة الكبرى. تم ترشيح فيلم آخر لليستر جيمس، المنزل المحاذي للبحيرة Wekanda Walawwa، لجائزة الأوسكار لأفضل فيلم ناطق بغير الإنجليزية، سنة 2004.

### الأدب
الأدب السريلنكي، ورغم تنوع لغة كتابته بين السنهالية والتاملية والإنجليزية، إلا أنه يظل أكثر غزارة بالنسبة للمكون السنهالي. للأدب السريلنكي تاريخ عريق يمتد إلى عشرين قرناً، حيث عرفت الجزيرة إبداع نصوص كثيرة على مستوى الملاحم البوذية والأشعار والنثر الأدبي. المرحلة المعاصرة انطلقت في 1905 عبر أولى الروايات الحديثة Meena لسيمون دي سيلفا، واستمرت عبر أقلام مجموعة من الأدباء، كانوا أكثر ميلاً للقصة القصيرة منها إلى الرواية. أيقونة الأدب السريلنكي المعاصر هي الأديب السنهالي مارتن فيكراماسينغ (من مؤلفاته رواية أدب الأطفال مادول دوفا، 1947)، والذي ألهمت رواياته العديد من الأفلام السيتمائية.

## الرياضة
الرياضة الأكثر شعبية في سريلنكا هي الكريكت، منتخب سريلنكا فاز بكأس العالم للكريكيت في 1996 وبوصافة الكأس في 2007 و2011.

فازت سريلنكا بميداليتين أولمبيتين في تاريخ مشاركتها في الأولمبياد:
- دورة 1948 بلندن: العداء دانكان وايت، ميدالية فضية في مسابقة 400 متر حواجز للرجال.
- دورة 2000 بسيدني: العداءة سوزانتيكا جاياسنغ، ميدالية فضية في مسابقة 200 متر للسيدات.

## صور

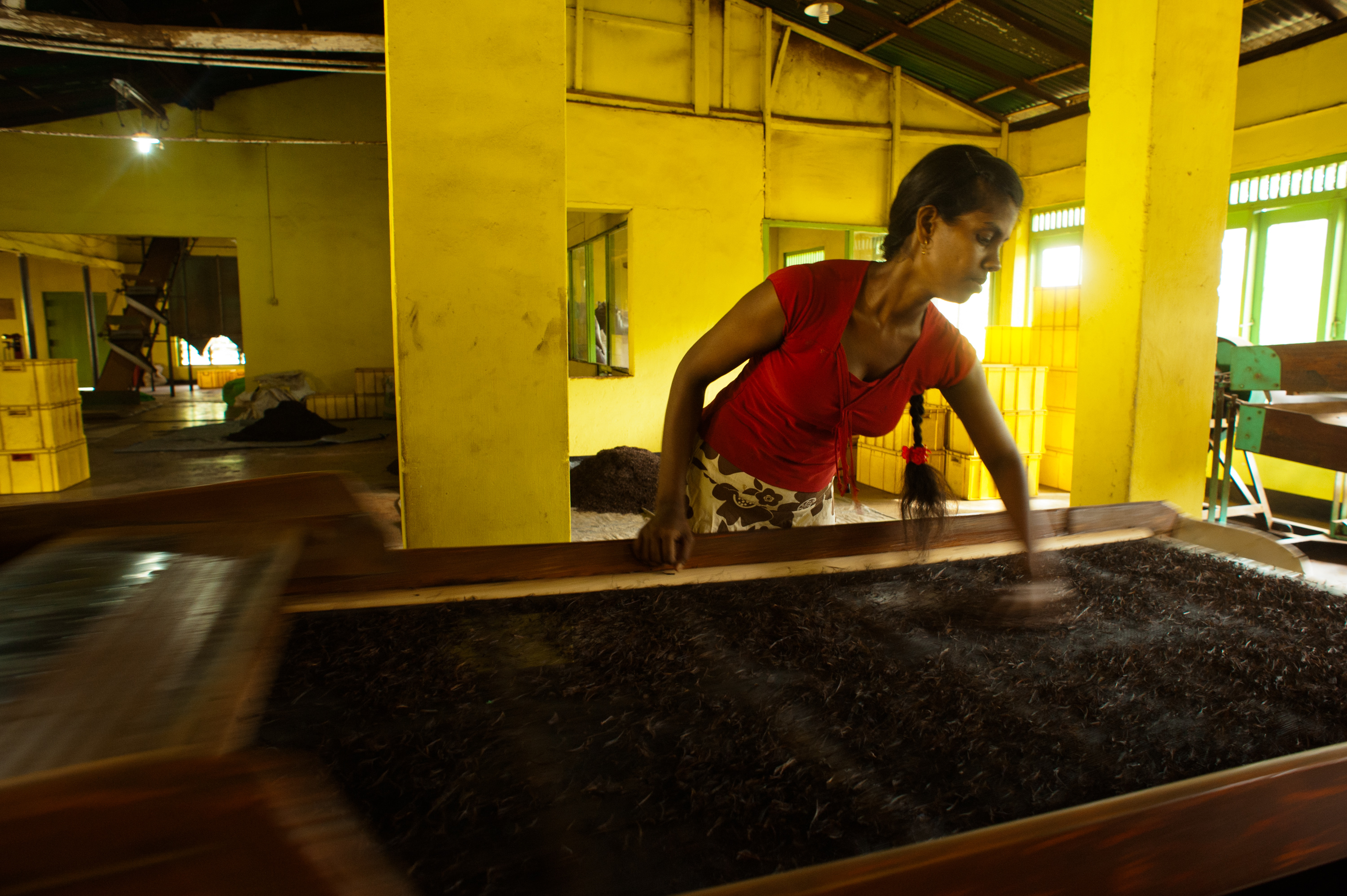
مصنع شاي
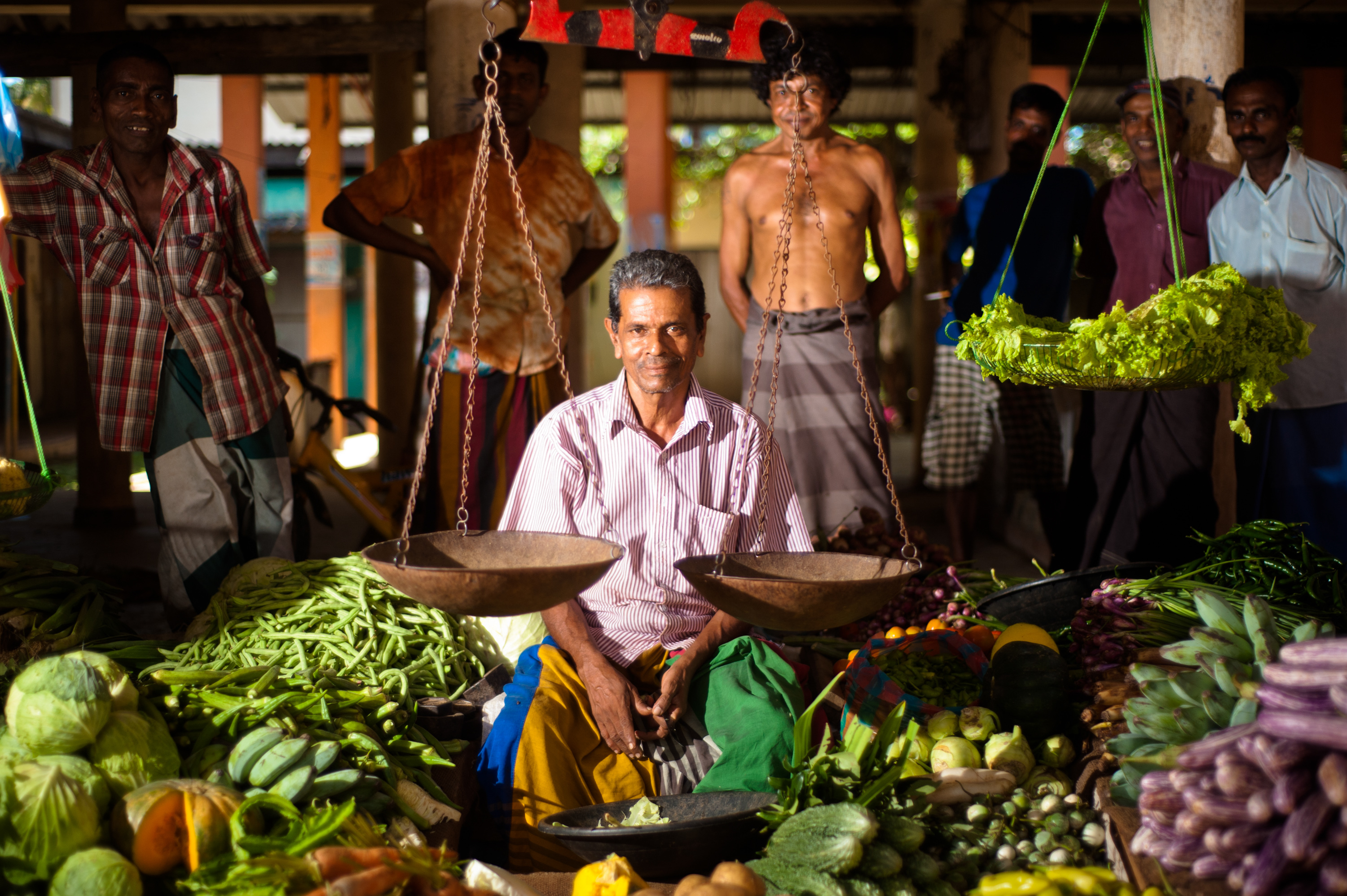
بائع سريلنكي في أحد الأسواق الشعبية
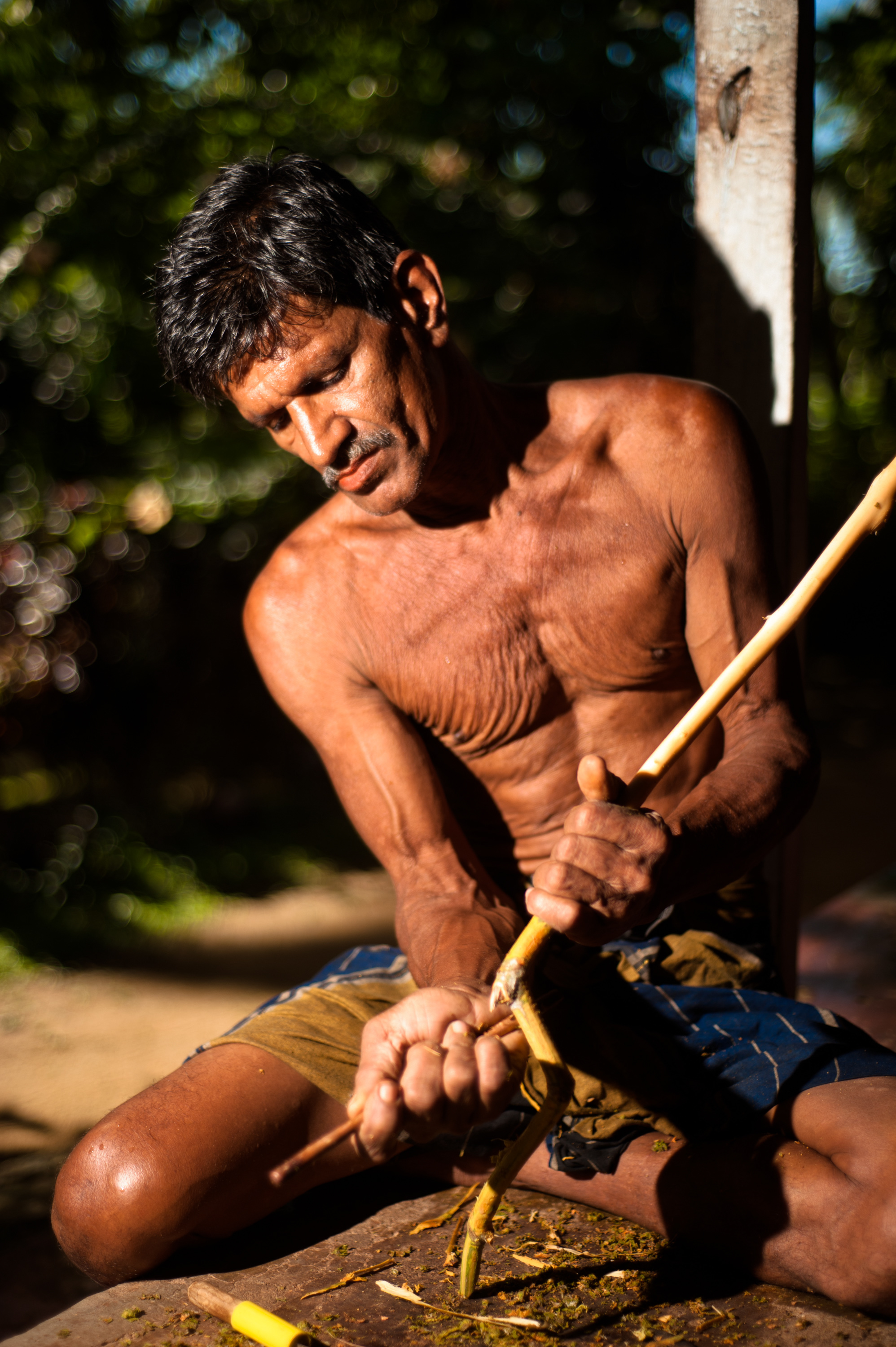
صياد سمك تقليدي
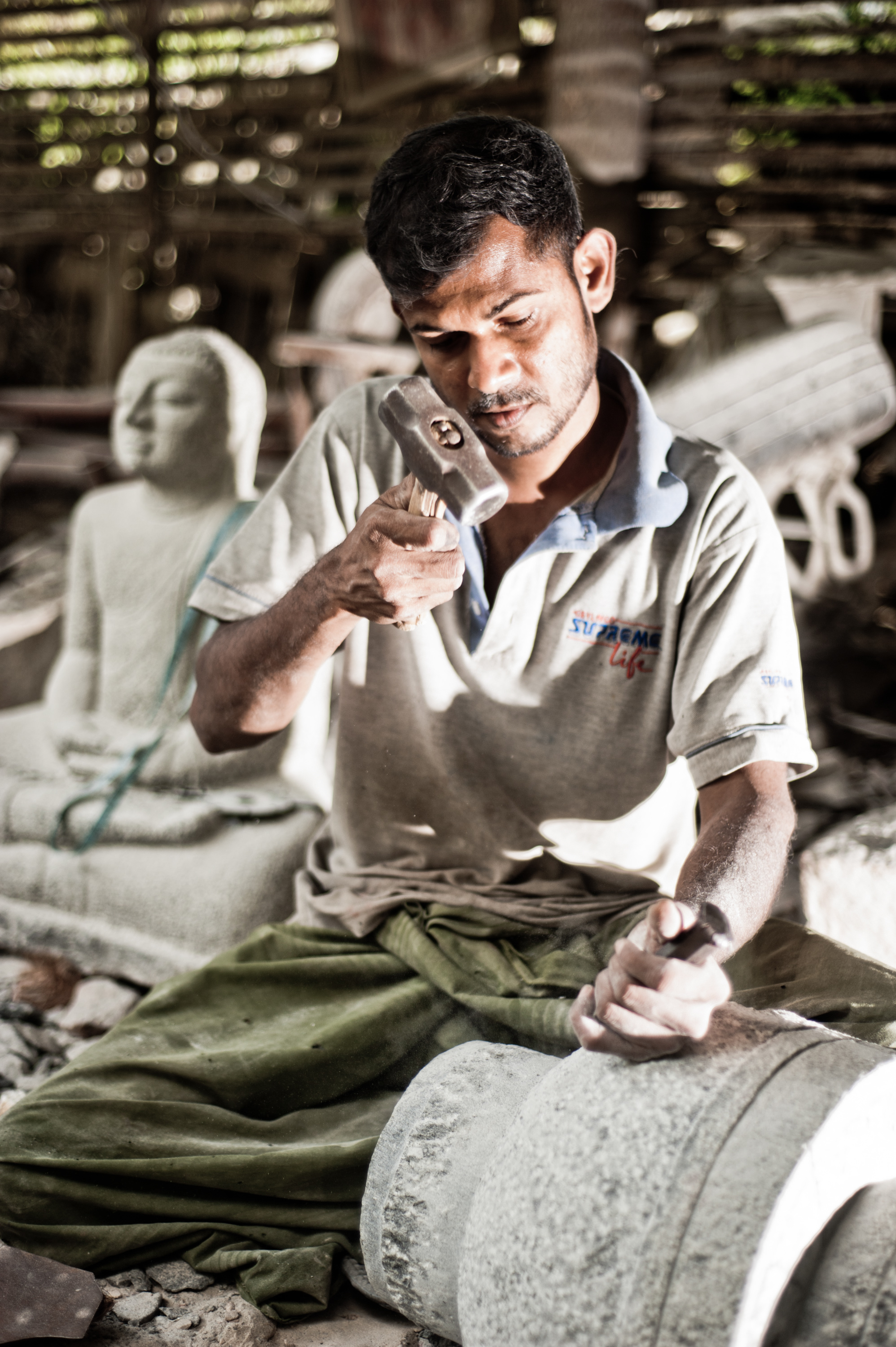
نحات خزف تقليدي
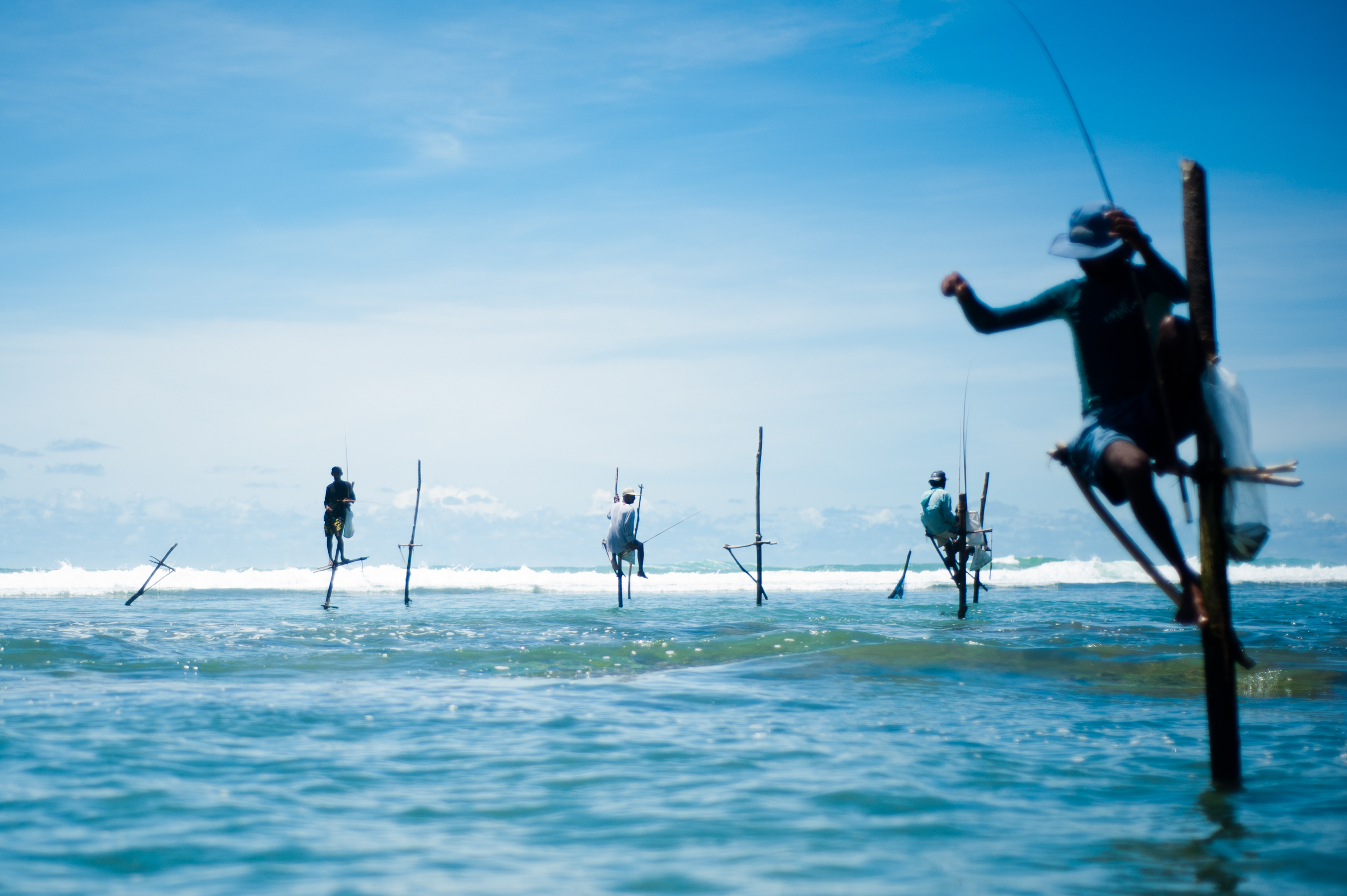
تقنية الصيد بالقصبة
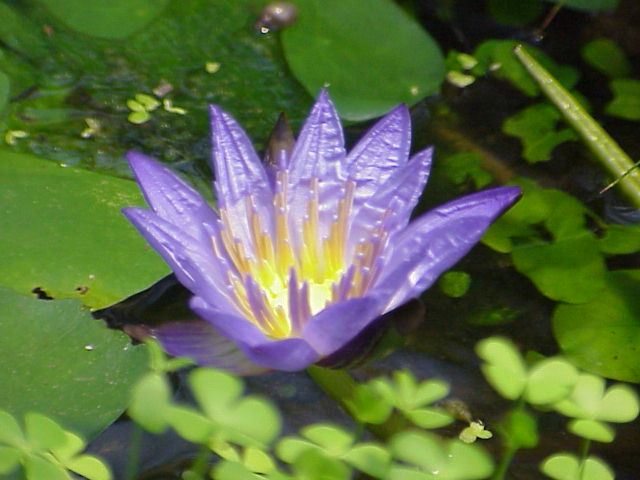
زهرة نيلوفر، أحد الرموز الوطنية لسريلنكا
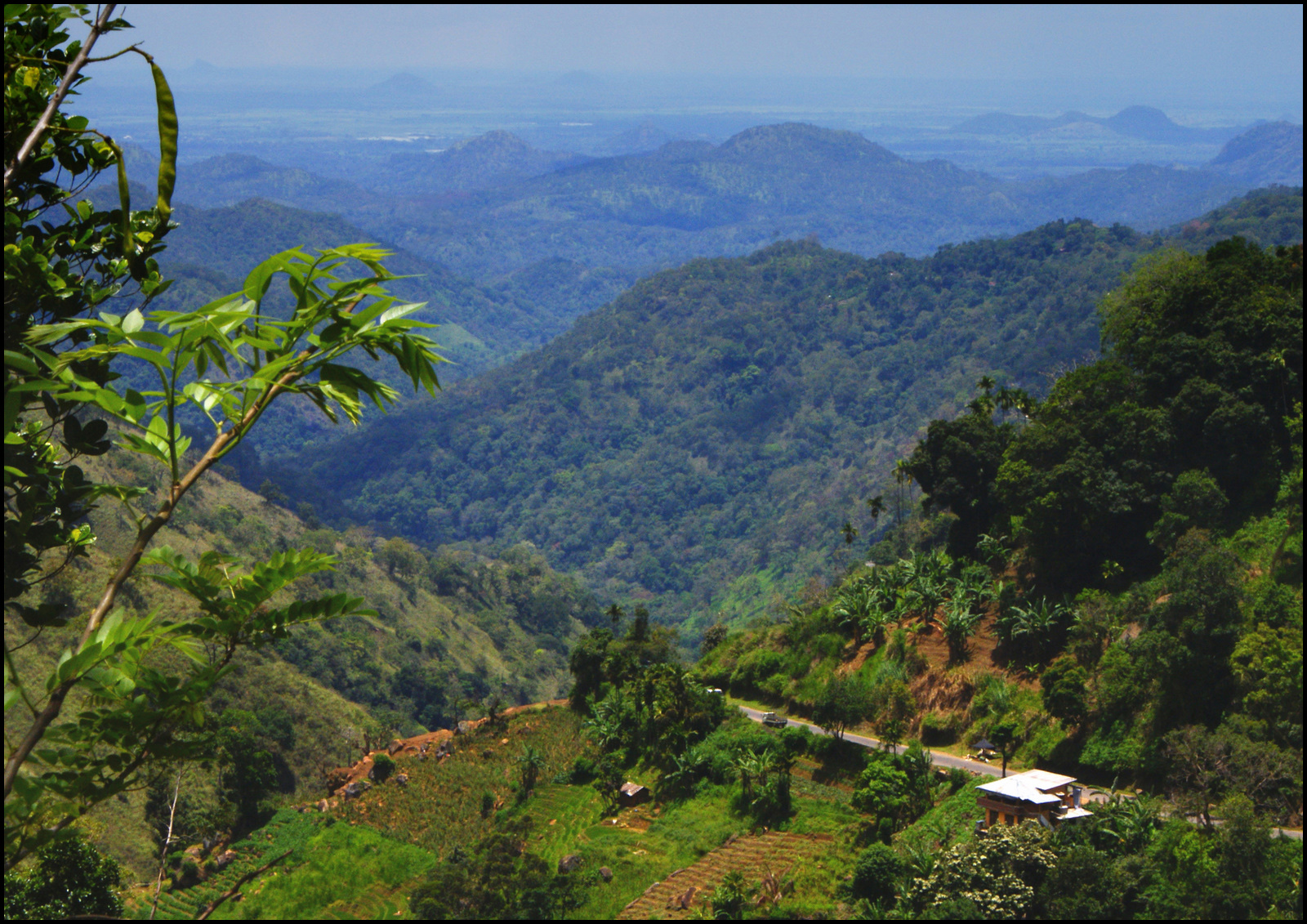
منظر طبيعي، وادي إيلا جنوب الجزيرة.
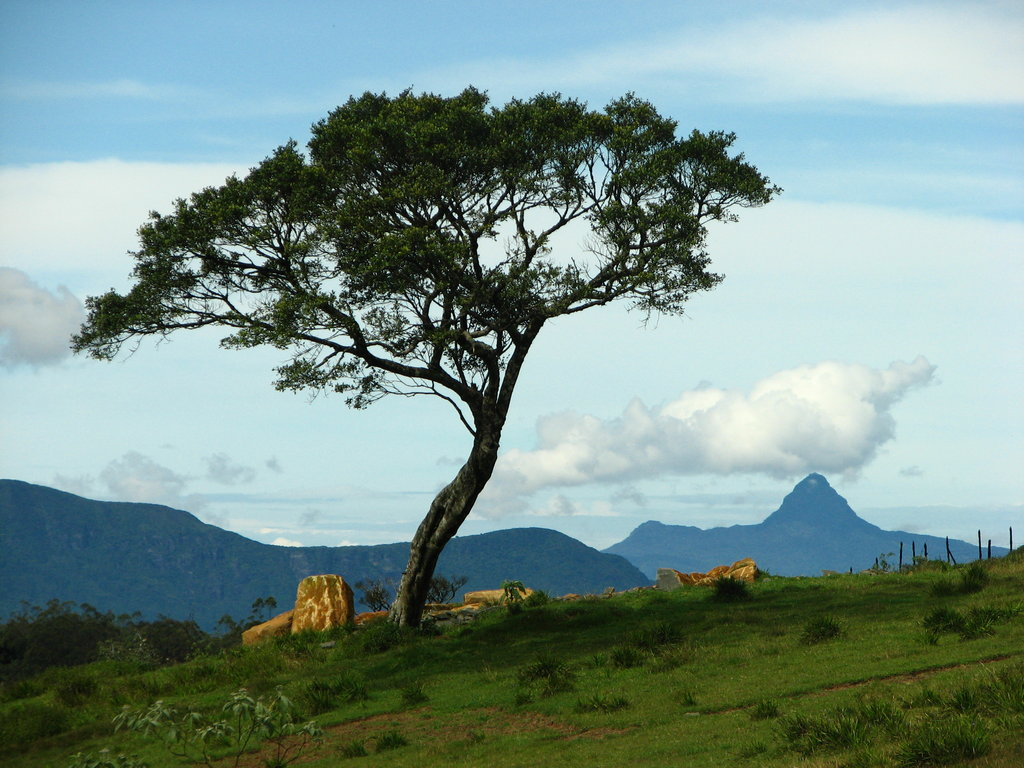
منظر طبيعي من منطقة أمبيويلا
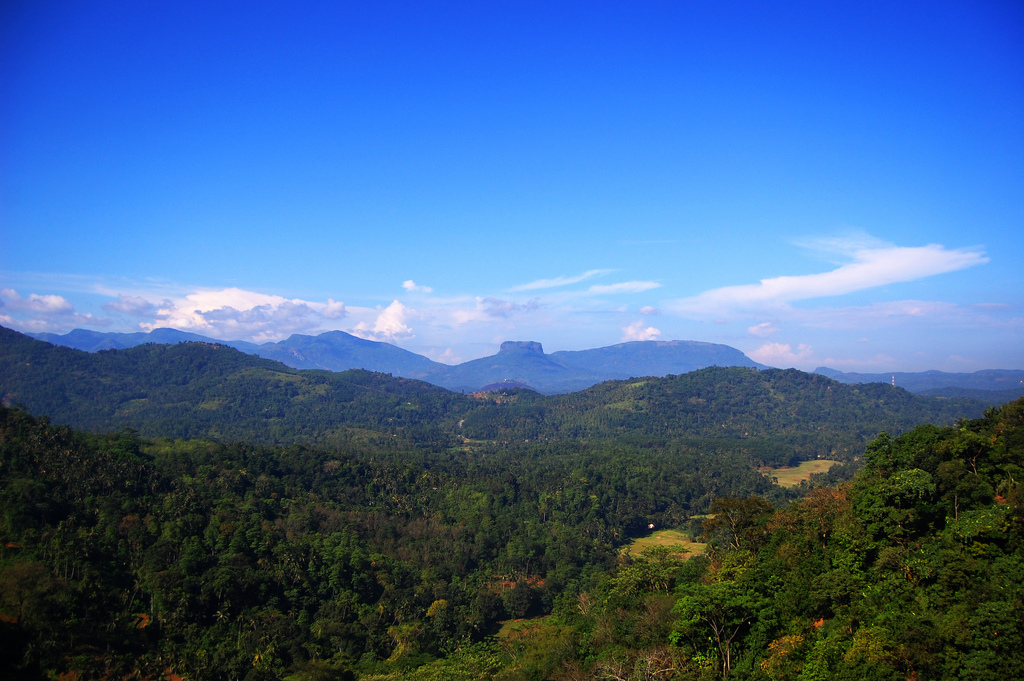
منظر طبيعي من منطقة كادوغاناوا
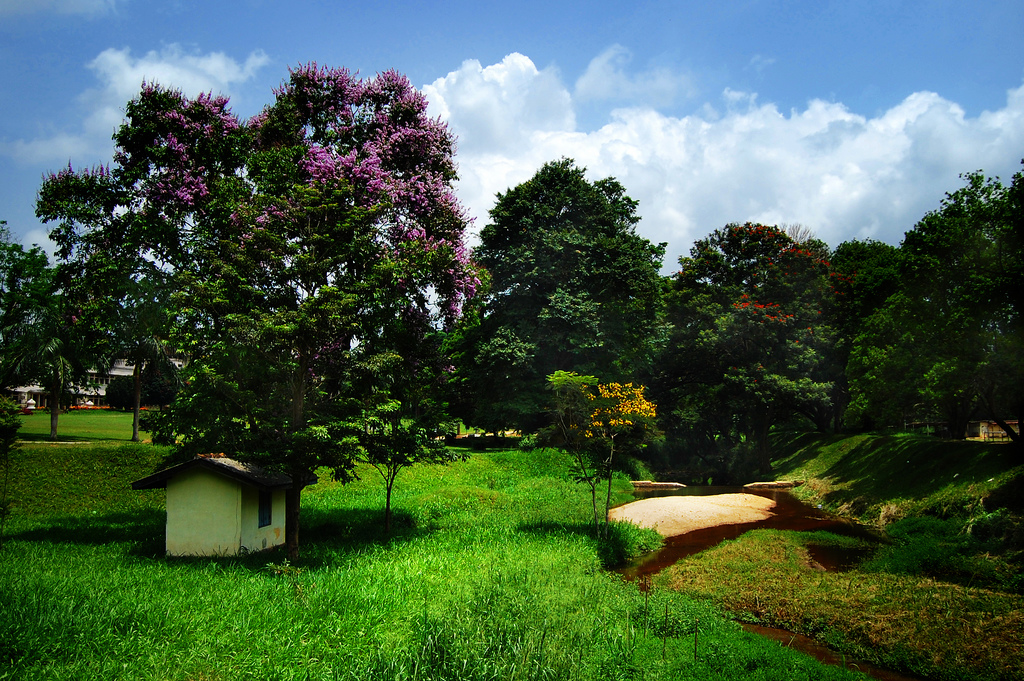
حديقة في كاندي
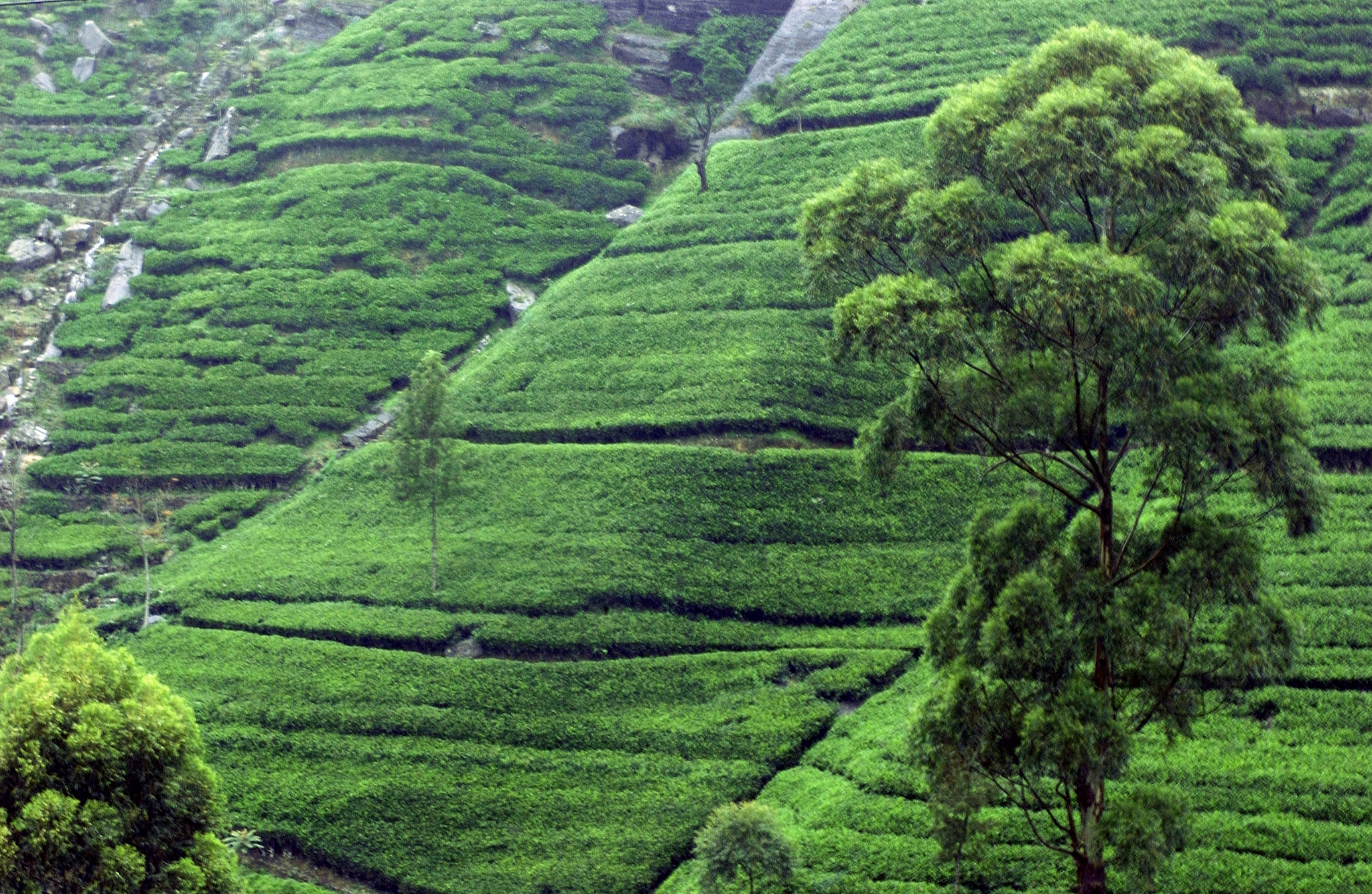
مزارع الشاي قرب كاندي
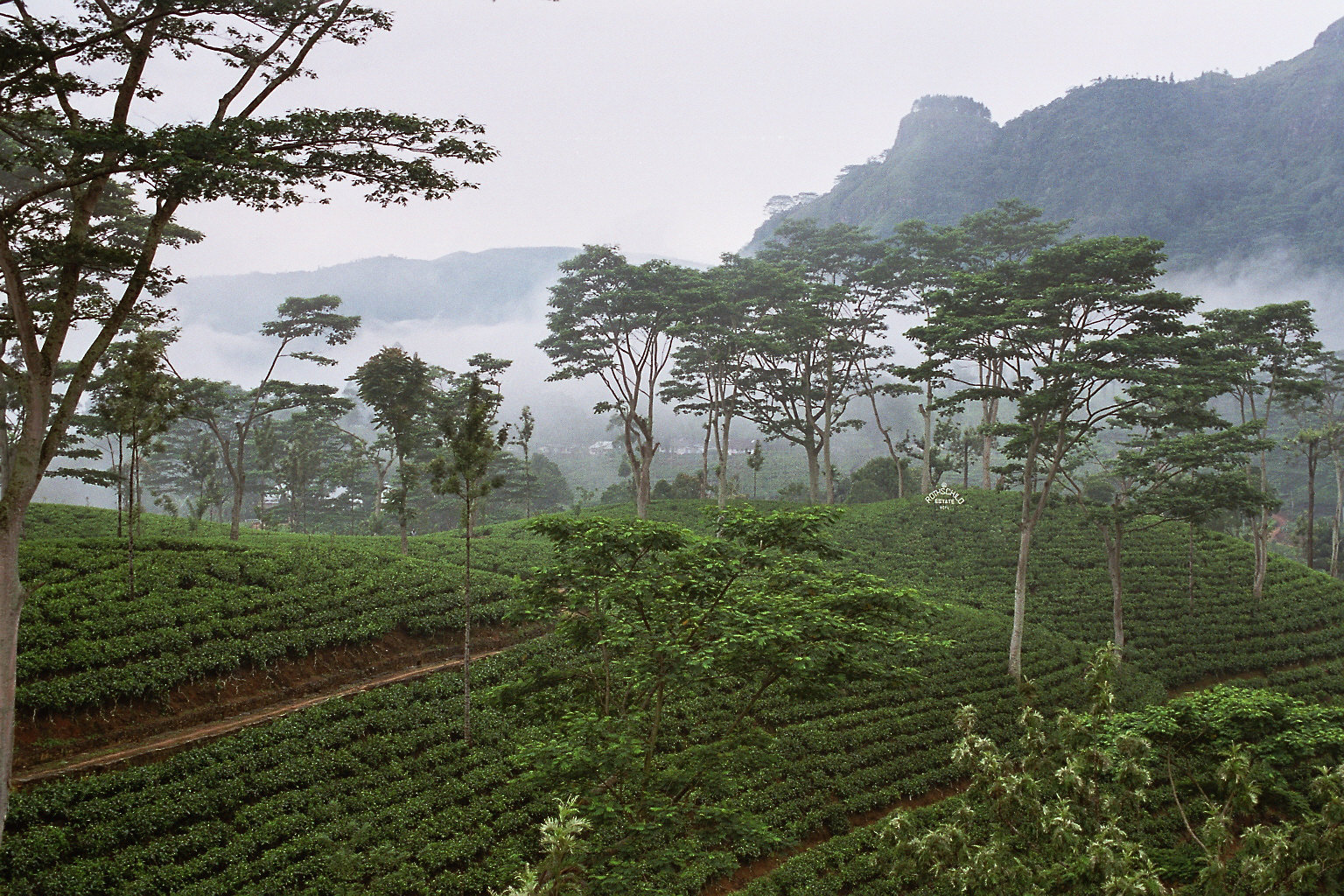
مزارع شاي
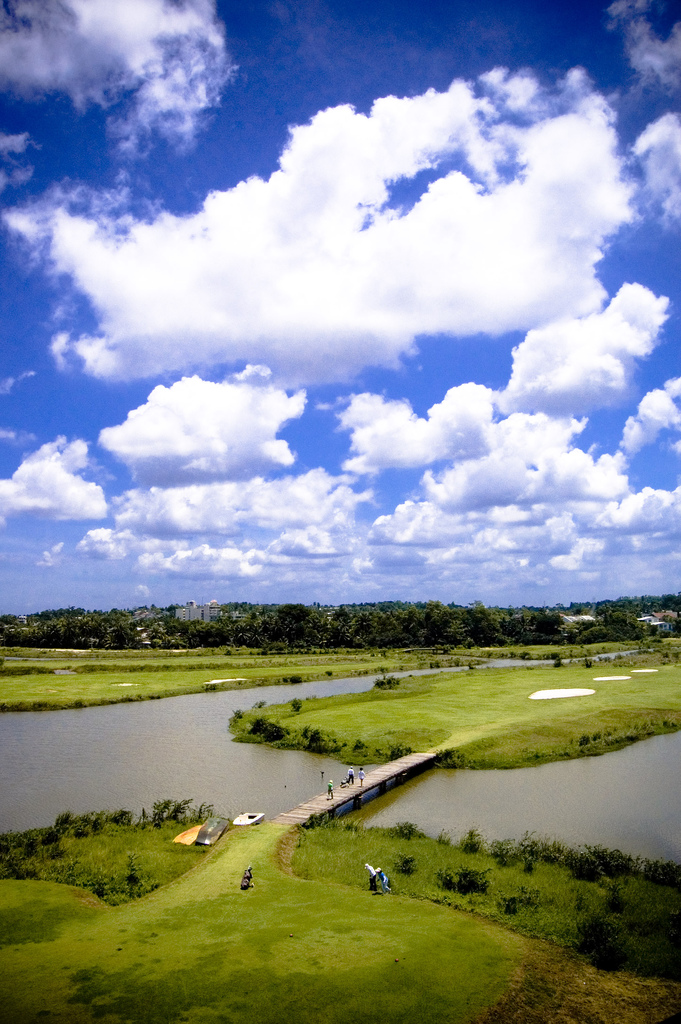
ملعب كولف في كولومبو
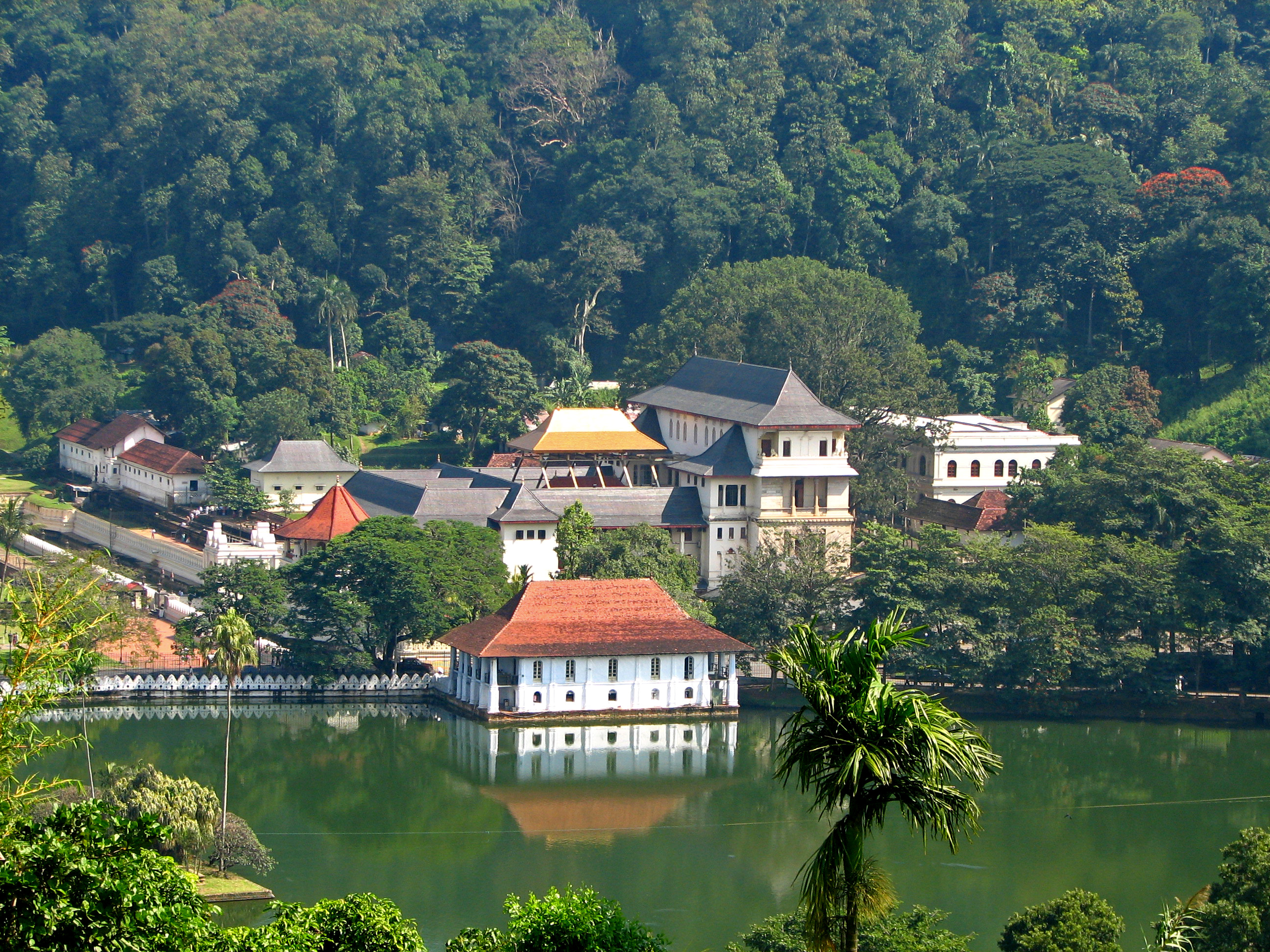
معبد السن المقدس البوذي في كاندي
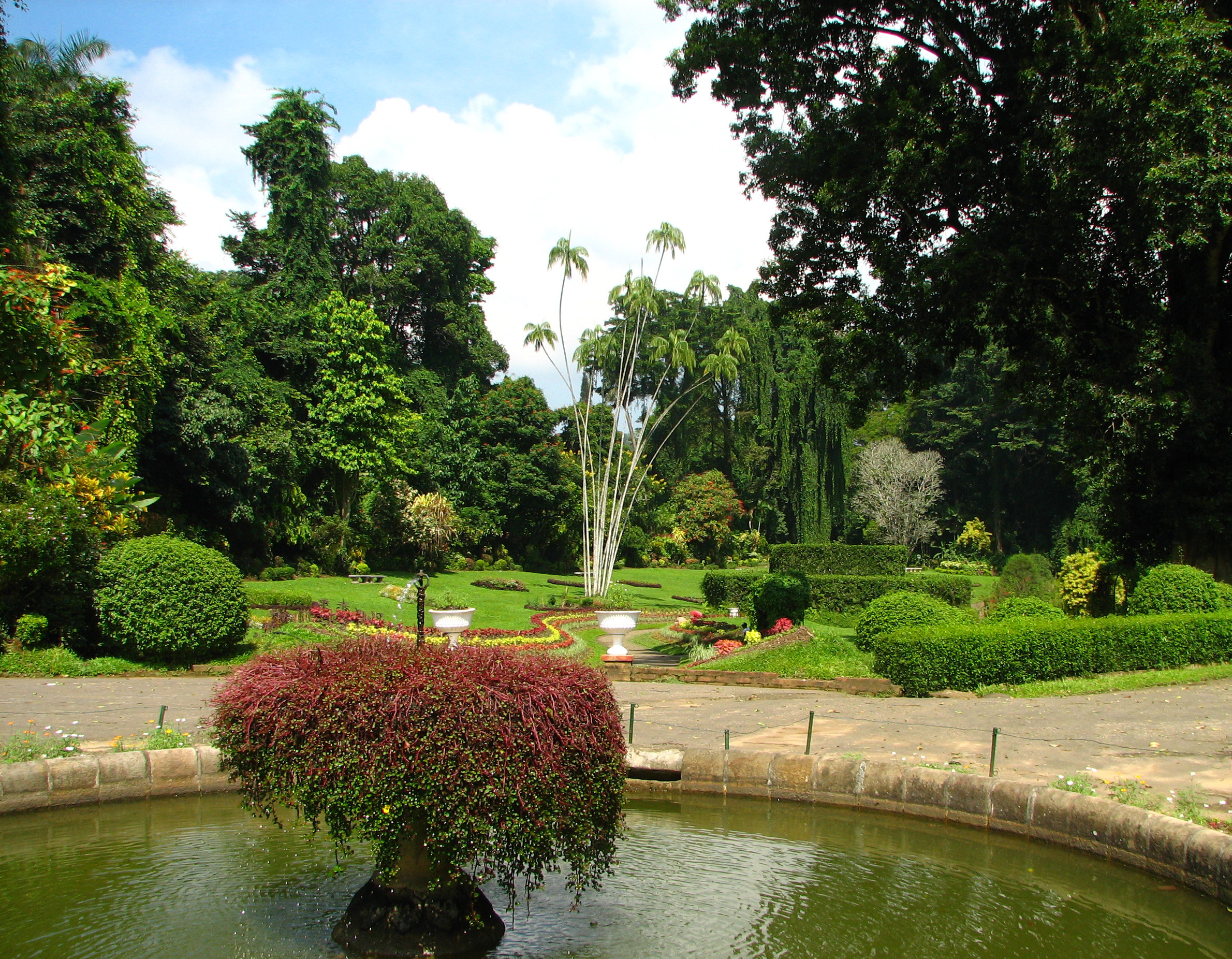
منتزه في كاندي
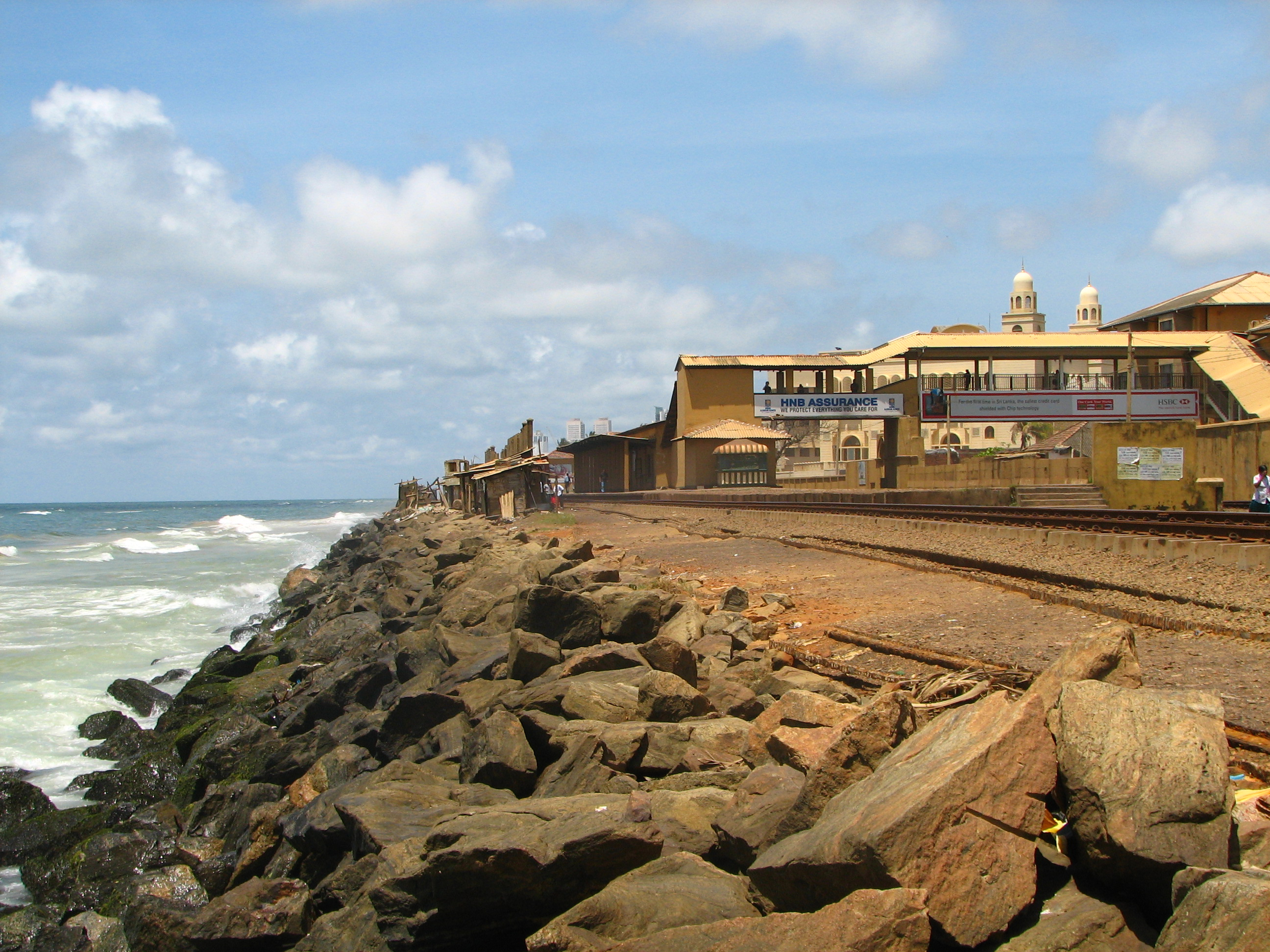
محطة قطار محاذية للساحل في كولومبو
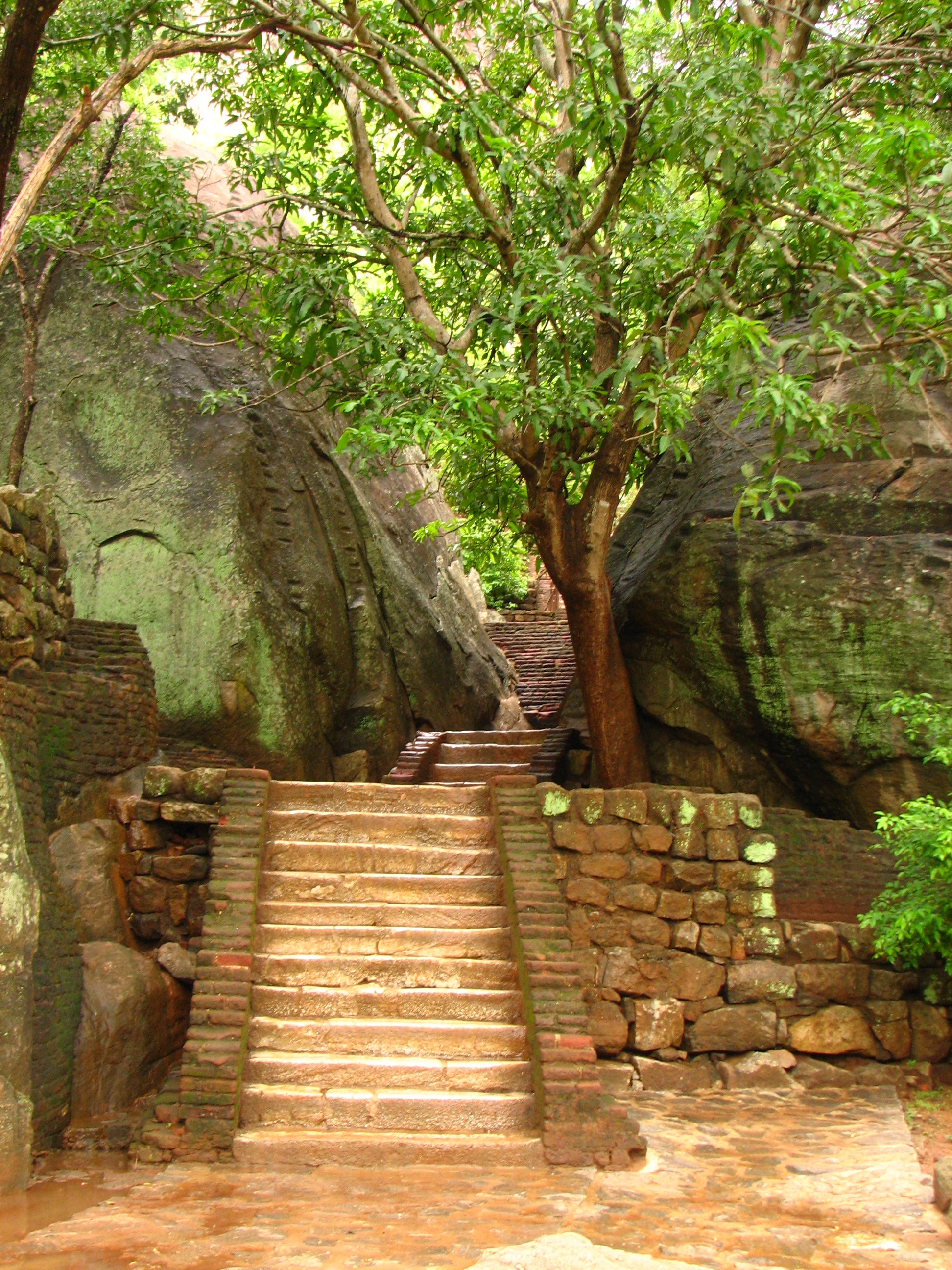
سلم صخري في سيغيريا
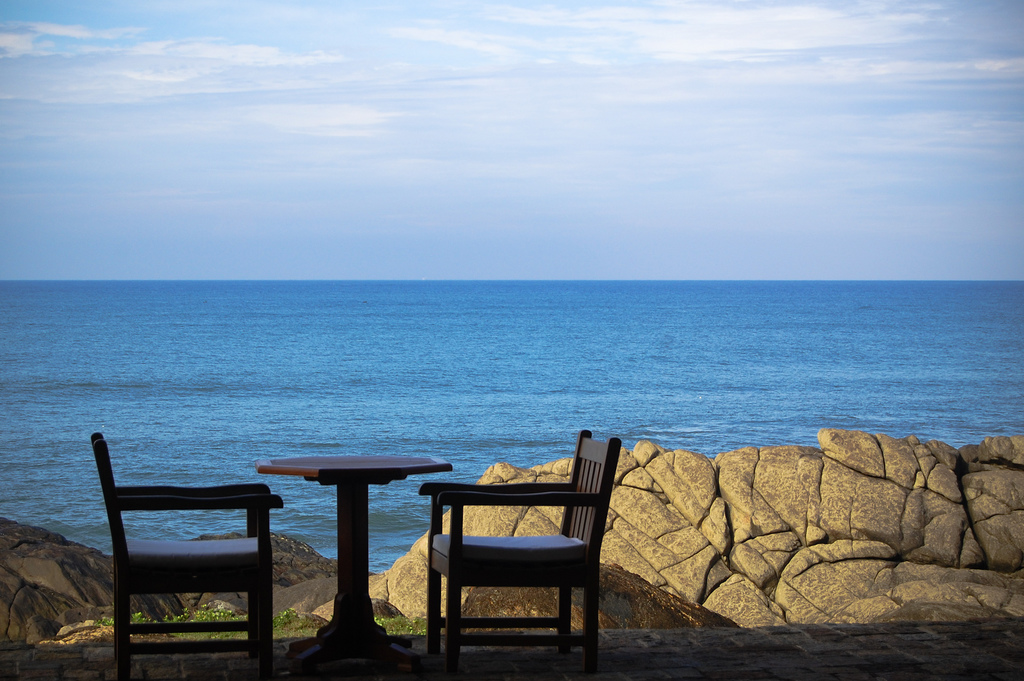
منظر لشاطئ مدينة غالي
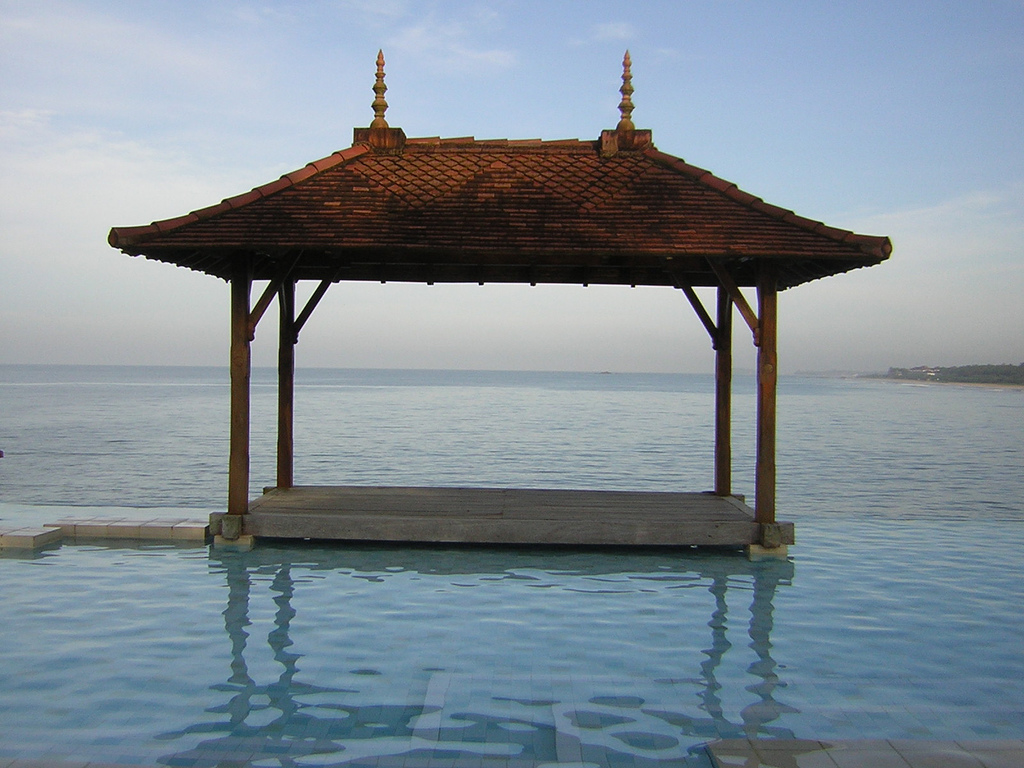
منظر لساحل مدينة بينوطا

## وصلات خارجية
- البوابة الرسمية لحكومة سريلنكا
- مكتب رئيس سريلنكا نسخة محفوظة 25 أغسطس 2007 على موقع واي باك مشين.
- وزارة الدفاع السريلنكية
- بنك سريلنكا المركزي
- الموقع الرسمي لمكتب السياحة في سريلنكا نسخة محفوظة 30 مايو 2014 على موقع واي باك مشين.
- دليل السياحة في سريلنكا
- الاستثمار في سريلنكا
- النمر السريلنكي (بانثرا باردوس)